# Arrow (Fernsehserie)
Arrow ist eine US-amerikanische Actionserie, die auf der DC-Comics-Figur Green Arrow basiert und von 2012 bis 2020 von Warner Bros. Television und Berlanti Television für den Sender The CW produziert wurde. Die Serie handelt von Oliver Queen, einem Milliardär und Großindustriellen, der sich zur Aufgabe gemacht hat, seine Heimatstadt Starling City von Verbrechern zu befreien. Aus diesem Grund nimmt er die Geheimidentität Arrow an und lebt von da an ein geheimes Doppelleben. Die Serie stellt den Auftakt zum so genannten Arrowverse dar.

## Handlung
Nach einem Schiffsunglück, bei dem sein Vater starb, strandete der Playboy Oliver Queen auf der einsamen Insel Lian Yu. Er wurde offiziell für tot gehalten und galt später als der einzige Überlebende. Zu Beginn der Serie wird Oliver auf der Insel aufgefunden, auf der er – wie es scheint – auf sich allein gestellt die letzten fünf Jahre verbrachte. Olivers Vater übergab ihm vor dessen Tod eine Liste mit Namen von Personen, welche ihre Heimatstadt Starling City ausbeuteten. Von Schuldgefühlen geplagt, erzählte er seinem Sohn, dass er nicht die Person sei, die Oliver zu kennen glaubte. Oliver solle unbedingt überleben, um die Fehler seines Vaters wieder gut zu machen und um die Bösen zur Rechenschaft zu ziehen.

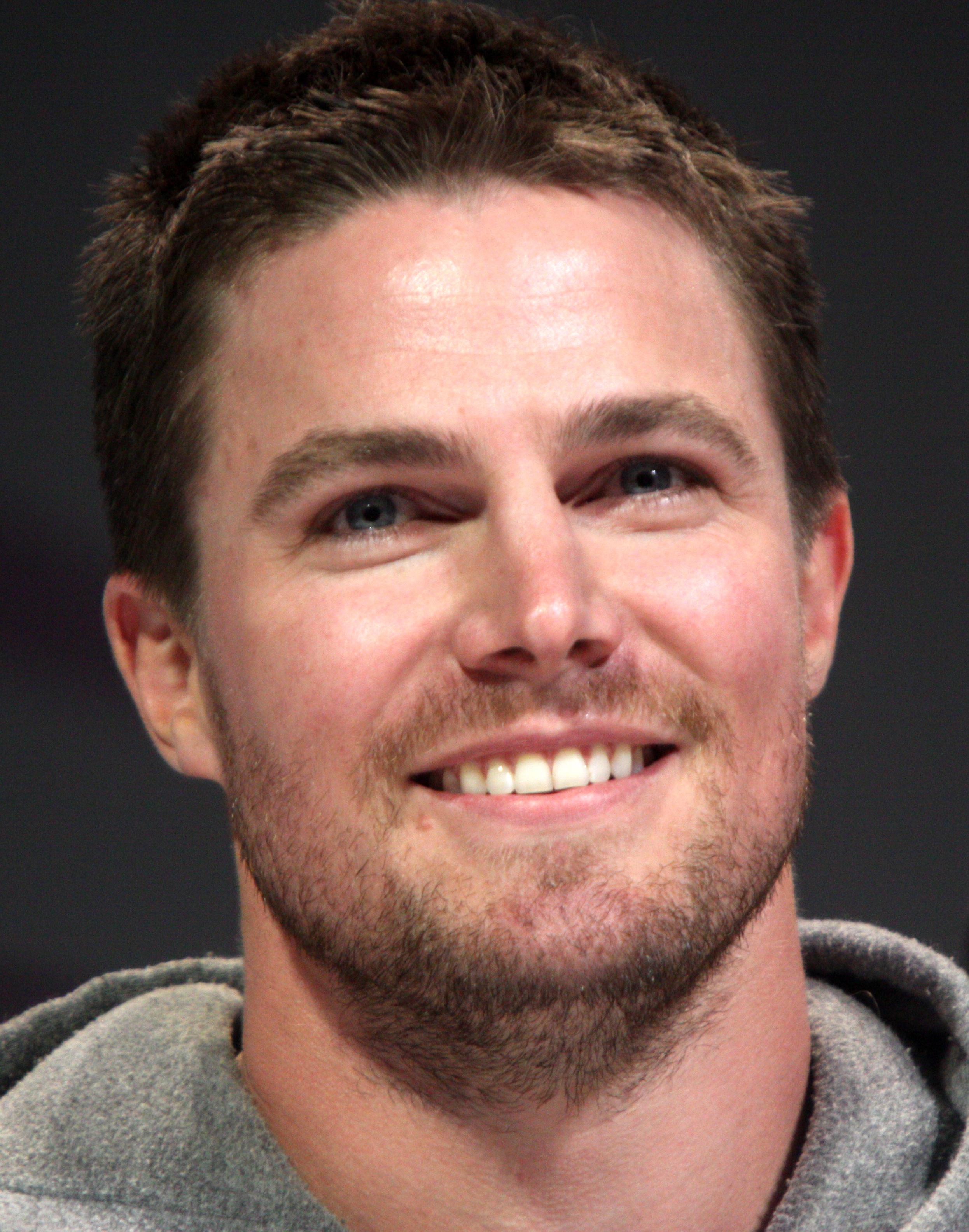
Stephen Amell (2013)

Die Handlung spielt auf zwei Ebenen: der Großteil der Geschichte zeigt das Leben von Oliver nach der Rückkehr in seine Heimatstadt. Dabei baut er sich eine geheime Identität als Verbrechensbekämpfer mit Pfeil und Bogen auf und erfüllt den letzten Wunsch seines Vaters, indem er versucht, den Personen auf der Liste ihre gerechte Strafe zuzuführen. Parallel dazu werden Szenen aus der Vergangenheit des Protagonisten gezeigt, zunächst auf der Insel Lian Yu, später in Hongkong. Dabei stehen die Rückblenden thematisch mit den aktuellen Ereignissen in Verbindung.

### Staffel 1

#### Gegenwart
Nach seiner Rückkehr nach Starling City lebt Oliver Queen zur Täuschung das leichte Leben eines Playboys, während er im Geheimen eine zweite Identität als Verbrechensbekämpfer aufbaut. Er eröffnet mit Hilfe seines besten Freundes Tommy Merlyn den Club Verdant (dt. grün) im Armenviertel Glades in einer alten Stahlfabrik seines Vaters und richtet dabei im Keller des Gebäudes die geheime Basis für Olivers Alter Ego ein.
Von den Medien und der Polizei oftmals „Der Bogenschütze“, „Kapuzenmann“ oder „Green Arrow“ (bzw. The Hood in der Originalfassung) genannt, beginnt er die Leute auf der Liste seines Vaters zu jagen. Er zwingt sie ihre Verbrechen zu gestehen und bietet ihnen eine Chance zur Wiedergutmachung. Wenn sie diese Chance nicht nutzen, tötet er sie. Mit seinen auf der Insel erworbenen Kampfkünsten und mit Pfeil und Bogen bringt er die Verbrecher zur Strecke und zwingt sie für den angerichteten Schaden Wiedergutmachung zu leisten. Dabei hat er viele Gegenspieler, etwa die Auftragsmörderin China White, die für die Triaden arbeitet, den Serienkiller Deadshot oder den Dark Archer, welcher in Verbindung mit der Liste von Olivers Vater steht und eigene Pläne mit Starling City verfolgt. Doch Oliver ist bei der Verbrechensjagd nicht auf sich allein gestellt, er bekommt Unterstützung in Form seines ehemaligen Leibwächters John „Dig“ Diggle, sowie später von der Computerexpertin Felicity Smoak, die in der IT-Abteilung von Queen Consolidated arbeitet.
Dig überzeugt Oliver davon, dass es in Starling City, neben den Personen auf der Liste, noch weitere schlechte Menschen gibt, die ebenfalls zur Strecke gebracht werden müssen. Oliver sieht ein, dass manche dieser Fälle dringender sind als die Namen auf der Liste und dass es wichtiger ist, der Stadt zu helfen, als seine persönliche Rache zu üben. Kurzzeitig bekommt Oliver Unterstützung von der Verbrechensbekämpferin Huntress alias Helena Bertinelli. Doch Helena teilt Olivers Gerechtigkeitssinn nicht, für sie zählt nur ihre persönliche Rache, daher trennen sich die beiden im Streit.
Auch in seinem Privatleben hat Oliver mit einigen Schwierigkeiten zu kämpfen. Zu seinem Erschrecken muss er feststellen, dass der Unfall vor fünf Jahren die Familie psychisch schwer getroffen hat. Seine Rückkehr kann nicht alle Wunden heilen. Seine Schwester Thea legt ein Verhalten an den Tag, welches seinem eigenen Leben vor dem Aufenthalt auf der Insel stark ähnelt. Obwohl sie noch minderjährig ist, trinkt sie viel Alkohol und nimmt Drogen. Moira, Olivers Mutter, hat Probleme, mit Thea fertigzuwerden und die häufige Abwesenheit Olivers zur Verbrecherjagd verschlimmert die Situation. Einzig Moiras neuer Ehemann Walter Steele scheint die Familie zusammenzuhalten. Doch als er Nachforschungen über Unregelmäßigkeiten in der Firma Queen Consolidated anstellt, welche im direkten Zusammenhang mit dem Unfall vor fünf Jahren stehen, wird Walter entführt und die Familie droht auseinanderzubrechen.
Oliver versucht daher, sich neben seinem Doppelleben bestmöglich um die Familie zu kümmern, auch wenn dies ihm nicht immer gelingt. Weiterhin versucht er eine Freundschaft zu seiner Ex-Freundin Laurel Lance aufzubauen, die ihm zunächst die Schuld am Tod ihrer Schwester Sara gibt. Erschwerend kommt hinzu, dass Laurels Vater Detective Quentin Lance, der Oliver schon vor der Insel nicht leiden konnte, mit der Ergreifung des „Green Arrow“ beauftragt wurde.
Thea wird wegen ihrer zunehmenden Eskapaden zum Sozialdienst in Laurels Kanzlei verurteilt; daraufhin ändert sich ihr Verhalten und sie beginnt, Verantwortungsbewusstsein zu entwickeln. Durch Zufall lernt sie den Straßenjungen Roy Harper kennen, verliebt sich in ihn und versucht fortan, ihn von allen illegalen Tätigkeiten fernzuhalten. Roy hingegen beginnt, nachdem „Green Arrow“ ihm das Leben gerettet hat, eine Faszination für diesen zu entwickeln. Er versucht, dessen Identität herauszufinden, wobei ihm Thea hilft.
Während der Serie erfährt man, dass der Schiffsunfall vor fünf Jahren absichtlich inszeniert worden war; verantwortlich war eine kleine Gruppe von Menschen, die in direkter Verbindung zu Roberts Liste stehen. Robert selbst war einst Teil dieser Gruppe, wurde aber beseitigt, als er aussteigen wollte. Roberts Frau Moira ist ebenfalls Teil der Gruppe, wenn auch nicht aus freien Stücken. Malcolm Merlyn, Tommys Vater, ist der Anführer der Gruppe und gleichzeitig der Dark Archer.
Während Oliver sowohl mit der Liste als auch der Familie und Laurel Fortschritte macht, leben sich Tommy und er auseinander. Tommy ist mittlerweile der neue Freund von Laurel und obwohl Oliver dem nicht im Weg steht, erkennt Tommy bald, dass Oliver und Laurel noch Gefühle füreinander haben. Als er die Wahrheit über Olivers zweite Identität erfährt, beginnt die Freundschaft zu zerbrechen. Schweren Herzens kommt er zu dem Schluss, dass Laurel Oliver wählen würde, wenn sie die Wahrheit wüsste, und verlässt sie.
Währenddessen deckt Oliver die Identität des Dark Archer auf und erfährt von dessen Plänen. Angetrieben vom Mord an seiner Frau, will Malcolm alles Schlechte in Starling City auf einen Schlag vernichten und dabei die Glades mit Hilfe einer Maschine komplett zerstören. Tommy glaubt Oliver die Geschichte nicht, wird aber bald darauf von seinem Vater eines Besseren belehrt. Mit Hilfe von Dig, Felicity und Detective Lance gelingt es Oliver den Dark Archer zu besiegen und die Maschine zu deaktivieren, aber Malcolm hatte als Notfallplan eine zweite Maschine versteckt. Die Maschine wird aktiviert und Teile der Glades werden daraufhin von einem starken Erdbeben getroffen.
Am Ende der ersten Staffel wird Laurel in den Glades während des Erdbebens in einem einstürzenden Gebäude eingeklemmt, kann aber von Tommy gerettet werden. Er selbst schafft es nicht mehr, das Gebäude zu verlassen und wird verschüttet. Oliver gelingt es zwar, Tommy zu finden, doch dieser ist bereits zu schwer verletzt. Die beiden versöhnen sich, bevor Tommy seinen Verletzungen erliegt.

#### Vergangenheit
Die sporadischen Einblicke in das Leben auf der Insel Lian Yu stehen meist im Zusammenhang mit der Handlung der Gegenwart, da ihre Auswirkungen Olivers Handlungen im Jetzt beeinflussen. Oft erinnert er sich an Situationen, mit denen er auf der Insel konfrontiert war, die Ereignissen aus der Gegenwart ähneln.
Allerdings werden sowohl die Geschehnisse der Gegenwart als auch auf der Insel chronologisch erzählt; am Ende der ersten Staffel sind jeweils etwa sechs Monate vergangen. Das Hauptthema auf der Insel ist das Überleben. Nach und nach stellt sich heraus, dass die Insel nicht so verlassen ist, wie sie zuerst erscheint; so begegnet Oliver dem Chinesen Yao Fei, der mit einem Bogen kämpft und ihm erste Tricks zum Überleben zeigt. Es kommt zu mehreren Konfrontationen mit einer Gruppe bewaffneter Männer unter dem Kommando von Edward Fyers. Yao Fei wechselt die Seiten; wie sich später herausstellt, tut er das, um die Sicherheit seiner Tochter Shado zu gewährleisten, die von Fyers festgehalten wird. Dennoch hilft er Oliver, seinen Tod vorzutäuschen und somit Fyers Männern zu entkommen.
Oliver schließt sich einem Mann namens Slade Wilson an, der ebenfalls versucht, die Insel zu verlassen. Slade beginnt Oliver im Nahkampf zu unterweisen. Die beiden befreien schließlich Shado und diese unterrichtet Oliver im Bogenschießen. Yao Fei verrät den Aufenthaltsort von Wilson, Shado und Oliver, um deren Tod zu verhindern, woraufhin diese von Fyers gefangen genommen werden. In Fyers Camp eröffnet dieser den Gefangenen seine Pläne zur Schwächung von Chinas Wirtschaft durch Raketenangriffe auf mehrere chinesische Verkehrsflugzeuge. Die Schuld will er Yao Fei zuschieben, indem er diesen dazu zwingt, in einem Video ein Schuldbekenntnis abzulegen; danach tötet Fyers Yao Fei. Yao Fei kann Oliver vor seinem Tod eine Klinge zustecken, mit der er sich, Shado und Slade befreien kann. Gemeinsam können sie den Anschlag verhindern und das Camp zerstören.
Am Ende nimmt Fyers Shado als Geisel; Slade ist am Bein verletzt und somit sieht sich Oliver alleine mit Fyers konfrontiert. Fyers bietet Oliver das Verlassen der Insel an, wenn er Shado aufgeben würde. Oliver erschießt Fyers jedoch mit Yao Feis Bogen. Damit sind die drei vorerst weiterhin auf der Insel gefangen.

### Staffel 2

#### Gegenwart
Fünf Monate nach der Zerstörung der Glades lebt Oliver zurückgezogen wieder auf Lian Yu. Diggle und Felicity können ihn nur mit Mühe zur Rückkehr bewegen, weil die zwielichtige Isabel Rochev die Firma übernehmen will. Oliver kann mit Hilfe seines ehemaligen Stiefvaters Walter verhindern, dass Isabel die Aktienmehrheit erlangt, und wird durch einen 50%igen Aktienanteil gleichberechtigter Geschäftsführer. Oliver nimmt zeitgleich seine Arbeit als Bogenschütze wieder auf und beginnt, sich „Arrow“ zu nennen. Jedoch ist er nach Tommys Tod nicht mehr bereit andere Menschen zu töten.
Zeitgleich plant der aus den Glades stammende Stadtrat Sebastian Blood Bürgermeister zu werden und wird immer beliebter. Oliver unterstützt Blood zunächst und fördert mit seiner Hilfe auch den Wiederaufbau der Glades. Jedoch führt Blood nichts Gutes im Schilde. Im Verlauf der Staffel wird klar, dass er unter dem Pseudonym Brother Blood einen Kult leitet, der im Untergrund agiert und mit Deathstrokes Hilfe nach der Macht in Starling City strebt. Sein Blood-Kult entführt mehrere Menschen, um an diesen das Mirakuru-Serum zu testen.
Oliver findet heraus, dass seine ehemalige Affäre, Laurels Schwester Sara, noch am Leben ist und als The Canary nach Starling City zurückgekehrt ist. Sara wurde von der Liga der Assassinen zur Killerin ausgebildet und hat die Organisation verbotenerweise verlassen. Oliver hilft ihr sich gegen anrückende Killer zu verteidigen und hilft ihr die Organisation hinter sich zu lassen. Sie verlässt jedoch vorerst wieder die Stadt, um niemanden zu gefährden, offenbart sich jedoch vorher ihrem Vater Quentin, der zum Streifenpolizisten degradiert wurde und froh ist, sie wiederzusehen.
Olivers Schwester Thea ist unterdessen mit Roy fest zusammen und leitet den Nachtclub, den sie von Oliver übernommen hat. Roy geht nachts in den Glades auf Streife und wird dabei mehrmals verhaftet. Thea verlässt ihn, kommt aber später wieder mit ihm zusammen, als Roy anstatt auf Streife zu gehen, zu Olivers alias Arrows Informanten wird. Im Verlauf der Staffel wird Roy von Brother Blood entführt und mit dem Mirakuru-Serum behandelt. Roy überlebt nur knapp und entwickelt in der Folge übermenschliche Stärke, die ihn jedoch auch extrem aggressiv macht. Oliver nimmt ihn unter seine Fittiche und nimmt ihn, nachdem er ihm auch seine Identität offenbart hat, ins Team auf.
Laurel führt unterdessen, als Mitglied der Staatsanwaltschaft, den Prozess gegen Moira Queen, die seitdem im Gefängnis sitzt. Laurel hat die Aufgabe, Arrow dingfest zu machen, von ihrem Vater übernommen, der nun auf der Seite des Bogenschützen steht und mit diesem mehrmals zusammenarbeitet. Sie entwickelt in Folge von Tommys Tod eine Tabletten- und Alkoholsucht, die sie droht, abgleiten zu lassen. Erst später, nachdem sie von Arrow vor Bloods Schergen gerettet wird, gibt sie dieses Vorhaben auf und ermittelt stattdessen gegen Blood. Als dieser merkt, dass Laurel ihm gefährlich werden könnte, macht er ihre Drogensucht öffentlich, um sie zu diskreditieren.
Die Organisation A.R.G.U.S. tritt mehrmals in Erscheinung und enthüllt, dass sie über Olivers Identität Bescheid weiß. So bitten sie ihn um Hilfe, als Diggles Ex-Frau Lyla in Moskau verhaftet wird, und um bei der Suche nach einem Killer namens Deadshot zu helfen. Nach der Rettung fangen Diggle und Lyla wieder eine Beziehung an.
In der achten Folge kommt Barry Allen, ein forensischer Ermittler aus Central City, in die Stadt. Er kann Oliver, nachdem dieser von Blood gekidnappt und vergiftet wurde, retten. Er entwickelt Gefühle für Felicity, bevor er zurück nach Central City fährt. In Central City wird er von einem Blitz getroffen, der von einem explodierenden Teilchenbeschleuniger ausging und ein Gewitter über der Stadt auslöste, und fällt ins Koma (dies ist die Einführung des Spin-offs The Flash).
Moira wird der Prozess gemacht, in dem ihr die Todesstrafe droht. Jedoch wird sie überraschenderweise freigesprochen. Es stellt sich heraus, dass Malcolm Merlyn überlebt hat und für ihren Freispruch gesorgt hat, weil er herausgefunden hat, dass Thea in Wahrheit seine Tochter ist. Moira kontaktiert die Liga der Assassinen, um ihn loszuwerden. Malcolm flieht, weil er den Kodex der Liga gebrochen hat, und schwört Rache. Später kandidiert Moira, auf Walters Anraten, ebenfalls für das Amt des Bürgermeisters.
Sara kehrt zurück und wird, nachdem sie es endlich geschafft hat, die Liga zu verlassen und wieder mit ihrer Familie vereint zu sein, ein Teil von Olivers Team. Laurel ist zunächst nicht gewillt ihrer Schwester zu verzeihen, weil sie ihr die Schuld für alles Schlechte gibt, was ihr widerfahren ist. Sie vertragen sich aber wieder. Sara und Oliver kommen zusammen, was Felicity zeitweilig eifersüchtig macht. Laurel erhält ihren Job bei der Staatsanwaltschaft zurück, indem sie die Staatsanwaltschaft erpresst. Diese hatte Laurel als Köder für Helena Bertinelli benutzt, die ebenfalls zurückgekehrt ist.
Später stellt sich heraus, dass Sebastian Blood und Isabel Rochev mit Slade Wilson zusammenarbeiten, der sich inzwischen Deathstroke nennt. Dieser hatte Oliver auf der Insel Rache geschworen (siehe Abschnitt Vergangenheit) und das Mirakuru-Serum aus seinem Blut hergestellt, um damit eine unbezwingbare Armee zu schaffen, die Oliver, seine Familie und alle seine Freunde vernichten soll. Unter anderem sorgt Isabel dafür, dass Oliver die Firma verliert. Roy verlässt, durch das Mirakuru immer unberechenbarer geworden, das Team, nachdem Thea von Slade entführt wurde. Thea hat herausgefunden, dass Malcolm ihr Vater ist und bricht mit ihrer Familie. Slade wird von Halluzinationen von Shado, die er durch das Mirakuru hat, zu all dem getrieben. Auch Sara verlässt das Team wieder, nachdem sie versucht hat, Roy zu töten, anstatt ihn lediglich ruhig zu stellen, als er durch das Serum außer Kontrolle gerät.
Moira wird unterdessen von Slade getötet, nachdem sie und ihre Familie sich langsam wieder annäherten. Felicity versucht, mit der Hilfe zweier S.T.A.R.-Labs-Mitarbeiter aus Central City ein Gegenmittel gegen das Mirakuru herzustellen, während Isabel sämtliche Forschungseinrichtungen von Queen Consolidated für die Mirakuru-Produktion umstellt. Zeitgleich nimmt sie Thea den Club Verdant weg und fordert sie auf, die Stadt zu verlassen. Blood wird daraufhin Bürgermeister.
Laurel hat währenddessen Olivers Geheimnis herausgefunden und ermutigt ihn, gegen Slade zu kämpfen, anstatt sich ihm zu opfern. Zeitgleich erzählt sie ihm, dass sie herausgefunden hat, dass Slade und Blood unter einer Decke stecken. Oliver gibt diesem seine Identität preis und fordert ihn auf, Slade nicht zu vertrauen, weil dieser die Stadt zerstören werde. Sebastian sagt, dass die Menschen, in der Bedrohung zu ihm aufsehen werden und er als Retter dastehen werde. Slade gibt der Mirakuru-Armee den Auftrag, die Stadt anzugreifen. Während des Angriffs wird die Polizei außer Gefecht gesetzt und Thea wird am Bahnhof, während sie die Stadt verlassen wollte, von einem der Männer angegriffen. Jedoch wird sie von ihrem Vater Malcolm gerettet. Dieser will von ihr, dass sie mit ihm kommt. Doch sie wendet sich von ihm ab und schießt auf ihn. Er überlebt durch eine kugelsichere Weste und kann sie geschickt zum Mitkommen bewegen, auch weil sie von Roys Geheimnis erfahren hat.
Blood hat unterdessen herausgefunden, dass er nur als Slades Marionette gedient hat und hilft Oliver, an das Gegenmittel zu gelangen, das von Slade gestohlen wurde. Er gibt zu, die Maske, die er als Brother Blood trägt, angefertigt zu haben, um damit die Misshandlungen durch seinen Vater zu verarbeiten, und dass er den falschen Leuten vertraut hat. Trotzdem glaubt er weiterhin daran, Bürgermeister zu bleiben. Er wird daraufhin von Isabel getötet. Oliver heilt Roy von dem Mirakuru und zusammen liefern sie sich gegen Slade und dessen Armee einen Kampf. Dieser lässt Felicity und Laurel entführen, um Oliver erneut vor die Wahl zu stellen. Felicity rammt Slade jedoch das Gegenmittel in den Hals und kann entkommen. Nach einem brutalen Kampf kann Oliver Slade gefangen nehmen. Dieser schwört trotzdem Rache.
Sara verlässt, nachdem sie mit einigen Mitgliedern der Liga der Assassinen zurückgekehrt ist, um Oliver zu helfen, endgültig die Stadt. Quentin bricht zusammen und muss von Laurel ins Krankenhaus gebracht werden. Diggle erfährt von Waller, dass Lyla schwanger ist, während sie versuchen Waller davon abzuhalten, die Stadt zu zerstören, um die Verbreitung der Mirakuru-Armee zu verhindern. Thea verlässt zusammen mit Malcolm die Stadt.
Zuletzt sieht man Oliver, Felicity und Diggle nach Lian Yu reisen. A.R.G.U.S hat dort ein Gefängnis errichtet, in dem Slade nun einsitzen soll. Felicity, die starke Gefühle für Oliver hat, ist besonders traurig, dass er weggeht.

#### Vergangenheit
Einige Monate sind seit Fyers Tod vergangen und Oliver trainiert weiterhin unter Slade und Shado den Kampf und das Bogenschießen. Mittlerweile sind Oliver und Shado ein Paar geworden und für sie hat er auch Mandarin gelernt. Das normale Inselleben endet, als die Amazo, ein Schiff voller Piraten unter der Führung von Dr. Anthony Ivo, an der Insel anlegt. Ivo ist auf der Suche nach einem gesunkenen japanischen U-Boot, in dem eine Wunderdroge namens Mirakuru („Miracle“, dt. „Wunder“) gelagert sein soll. Das Serum verleiht Menschen erhöhte Stärke und verbesserte ihre Sinne, allerdings führt es ebenfalls zu schweren Aggressionen.
Ivo wird mehrfach von Oliver und seinen Freunden aufgehalten, doch bei einem Angriff wird Slade schwer verletzt und Oliver auf das Schiff der Piraten entführt. Dort trifft Oliver auf Sara, die den Untergang der Queen’s Gambit dank Ivo überlebt hat, seither auf der Amazo lebt und für Ivo arbeitet. Auf dem Schiff führt Ivo Experimente an Menschen durch, um das Mirakuru später weiterverkaufen zu können. Oliver wird vorerst in eine Zelle gesperrt, wo er die Bekanntschaft mit dem Russen Anatoli macht. Sara wechselt die Seiten, sie befreit Oliver und die beiden fliehen vom Schiff, doch zuvor verspricht Oliver Anatoli, dass er zurückkommen wird, um ihn zu befreien.
Währenddessen pflegt Shado Slades Wunden, doch er hat schwere Verbrennungen davongetragen und wird vermutlich bald sterben. Oliver und Sara stoßen zu den beiden und gemeinsam beschließen sie, das U-Boot zu suchen, denn die einzige Chance Slades Leben jetzt noch zu retten, ist Mirakuru. Es gelingt ihnen, das U-Boot zu finden und Slade Mirakuru zu verabreichen, doch scheinbar zu spät. Slade gesteht Shado seine Liebe, bevor er scheinbar stirbt. Ivo hat das U-Boot mittlerweile ebenfalls gefunden, so dass die Verbliebenen fliehen müssen. Die Drei werden dennoch gefangen genommen und gefesselt. Ivo zwingt Oliver, sich zu entscheiden, ob entweder Shado oder Sara überleben soll. Oliver kann diese Entscheidung nicht treffen, woraufhin Ivo droht, beide zu töten. Er setzt die Pistole an Saras Kopf, wodurch Oliver sich schreiend in ihre Richtung wirft. Ivo deutet dies als Entscheidung und tötet Shado. Unterdessen ist Slade wieder erwacht, seine Wunden sind geheilt und er ist stärker denn je. Mit Leichtigkeit tötet er die verbliebenen Piraten, doch Ivo ist schon entkommen.
Sara warnt Oliver davor, Slade die volle Wahrheit über Shados Tod zu sagen, denn es gibt bereits erste Anzeichen, dass Slades Psyche instabil geworden ist. Die Drei schmieden einen Plan, wie sie Ivos Schiff kapern, sich rächen und anschließend endlich von Lian Yu verschwinden können. Sie schaffen es, die Amazo zu infiltrieren, befreien Ivos Gefangene und zetteln eine Revolte an. Oliver stellt Ivo allein, doch wird ihre Unterhaltung heimlich von Slade gehört, und so erfährt er die wahren Umstände von Shados Tod. Daraufhin beginnt Slade seine ganze Wut gegen Oliver zu richten. Sara und einige Gefangene, darunter Anatoli, können vom Schiff entkommen und schwimmen nach Lian Yu, doch Oliver muss zurückbleiben und wird von Slade eingesperrt.
Slade übernimmt das Kommando über die Amazo und lässt Oliver foltern. Auch Ivo befindet sich in Slades Gefangenschaft und, um zu demonstrieren wie ein „richtiger Mann“ Shado gerettet hätte, schlägt er Ivo die Hand ab. Um das Schiff nach dem Angriff wieder seetauglich zu bekommen, braucht Slade allerdings einen Techniker, der zusammen mit Sara entkommen ist. So schlägt er ein Tauschgeschäft vor, Oliver gegen diesen Mann. Zuvor lässt er aber Shados Tätowierung an Olivers Rücken anbringen, auf dass er nie vergisst, für ihren Tod verantwortlich zu sein.
Oliver und Ivo werden daraufhin auf Lian Yu zurückgelassen, wo beide, ohne Hoffnung auf Flucht, sterben sollen. Währenddessen will Slade in See stechen, um Olivers Familie einen Besuch abzustatten. Ivo erzählt Oliver, dass es ein Gegenmittel für Mirakuru gibt, damit dieser ihn tötet und ihn so vor einem langsamen Tod bewahrt. Zusammen mit Sara und zwei Mitgefangenen gelangt Oliver in das U-Boot. Nachdem sich einer geopfert hat, um das U-Boot vom Meeresboden freizusprengen, schafft es Anatoli, das U-Boot seetauglich zu machen, doch Sara wird von Slade entführt. Oliver will auf die Amazo, um Sara zu retten und gibt Anatoli den Auftrag, das Schiff zu zerstören, falls er nicht zurückkommt. Anatoli stimmt widerwillig zu, versichert Oliver aber im Gegenzug, dass er sich mit seinen Taten auf der Insel einen Freund fürs Leben geschaffen hat. Sollte Oliver jemals seine Hilfe benötigen, egal welcher Art, wird er diese bekommen.
Oliver infiltriert das Schiff und findet Sara, wird jedoch gefangen genommen. Er muss zusehen, wie Slade erfolglos versucht, seinen Männern Mirakuru zu verabreichen. Oliver startet einen letzten Versuch, Slade zur Besinnung zu bringen. Doch Slade sieht in seinen Wahnvorstellungen Shado, die Oliver für ihren Tod verantwortlich macht. Gerade als Slade Oliver ebenfalls Mirakuru verabreichen will, feuert Anatoli den Torpedo ab und das Schiff wird beschädigt. Sara wird dabei, ähnlich wie beim Schiffsunglück vor eineinhalb Jahren, aus dem Schiff in die Fluten gerissen und von Oliver und Slade für tot gehalten.
Die beiden kämpfen ein letztes Mal miteinander, wobei Slade von den Trümmern des Schiffs verschüttet wird. Oliver hält in einer Hand das Gegenmittel und in der anderen Hand einen Pfeil. Slade provoziert Oliver, dass er ihm ruhig das Gegenmittel verabreichen soll. Es wird nicht verhindern, dass Slade Oliver alles wegnehmen werde und Sara war dabei nur der Anfang. Oliver entschließt sich, Slade mit dem Pfeil zu töten und durchbohrt dabei sein Auge. Anschließend wird auch Oliver aus dem Schiff gerissen.
Nach einer unbestimmten Zeit erwacht Oliver in einem Zimmer in Hongkong. Dort trifft er auf Amanda Waller, von A.R.G.U.S. Sie kennt seinen Namen und teilt ihm mit, dass sie seine Hilfe benötigt. Daraufhin steigt Oliver mit ihr in eine Limousine.
In einer weiteren Rückblende, die kurz vor dem Schiffbruch spielt, erzählt Oliver seiner Mutter, dass er eine Frau geschwängert hat. Moira kontaktiert die Frau und zahlt ihr insgesamt zwei Millionen Dollar, damit sie Oliver erzählt, sie habe das Kind verloren, und ihn nie wieder kontaktiert.

### Staffel 3

#### Gegenwart
Einige Monate sind seit Slades Angriff vergangen, Roy trägt mittlerweile ebenfalls ein Kostüm und hilft Oliver, Diggle und Felicity bei der Verbrecherjagd. Gemeinsam hat Team Arrow in den letzten Monaten die Kriminalität in Starling City fast vollständig ausgerottet. Die frohen Zeiten nehmen schnell ein abruptes Ende als Sara die Stadt besucht und von einem Bogenschützen ermordet wird. Laurel beschließt diese Tatsachen vor ihrem Vater geheim zu halten, da sie Angst hat, er könne den „erneuten“ Tod Saras nicht verkraften. Gemeinsam mit Team Arrow beginnt sie den Mörder zu suchen. Obwohl schnell einige Verdächtige, wie der Attentäter Komodo und Malcolm Merlyn, gefunden sind, führen letztendlich alle Spuren ins Leere.
Diggle wird Vater und soll von nun an nicht mehr an Außeneinsätzen teilnehmen. Queen Consolidated wird vom Multi Millionär Ray Palmer aufgekauft und Felicity beginnt damit für ihn zu arbeiten. Roy gesteht Oliver unterdessen Theas wahre Absichten für ihre Abreise aus der Stadt. Es gelingt Team Arrow sie in Corto Maltese aufzuspüren und Oliver kann sie davon überzeugen, mit ihm nach Hause zu reisen. Laurel ist frustriert darüber, dass die Suche nach Saras Mörder keine Fortschritte macht. Sie lernt den Boxer Ted Grant kennen. Ted hat einige Jahre vor Olivers Rückkehr ebenfalls die Stadt als Gesetzloser, unter dem Namen Wildcat, beschützt, hat die Verbrecherjagd mittlerweile aber aufgegeben. Unter dem Vorwand Selbstverteidigung lernen zu wollen, beginnt Ted Laurel zu trainieren. In Wahrheit will Laurel sich an Saras Mörder rächen. Roy, der bislang noch keine geheime Identität hatte nimmt den Namen Arsenal an.
Barry Allen ist mittlerweile aus dem Koma erwacht und dank der erworbenen Superkräfte als Superheld Flash aktiv. Unterstützt wird er dabei von den Mitarbeitern von S.T.A.R. Labs. Arrow und Flash arbeiten einige Male zusammen und Felicity bittet S.T.A.R. Labs um Unterstützung bei der Analyse der DNA-Probe von Saras Mörder. Währenddessen stellen Nyssa und die Liga der Assassinen Oliver ein Ultimatum. Er soll Saras Mörder übergeben oder Unschuldige werden sterben. Die Analyse der DNA-Probe besagt, dass Oliver Saras Mörder ist, doch Team Arrow hat eine andere Theorie. Da Theas DNA der von Oliver sehr ähnlich ist, könnte sie Saras Mörderin sein. Die Tatsache, dass ihre Statur zu der Position des Mörders und der Flugbahn der Pfeile passt, bestärkt diesen Verdacht.
Oliver will davon nichts hören, doch als immer deutlicher wird, dass Thea Oliver über ihr Verhältnis zu ihrem Vater belügt, konfrontiert Oliver Thea als Arrow und staunt nicht schlecht, als diese seine Angriffe abwehren kann und anschließend über den Balkon flieht. Thea erzählt Malcolm von Arrows Angriff, woraufhin dieser Oliver aufsucht. Er gesteht, Thea mit einer Droge ihres Willens beraubt zu haben, woraufhin diese Sara ermordet hat. Thea selbst kann sich an die Tat allerdings nicht erinnern. Da Oliver seine Schwester nicht an die Liga der Assassinen ausliefern kann, stellt er sich selbst als Mörder und nimmt das Recht in Anspruch, gegen den Anführer, Ra‘s al Ghul, im Duell auf Leben und Tod anzutreten. Dieses Duell war von Anfang an Malcolms Plan gewesen, denn im Falle von Olivers Sieg müsste auch er nicht mehr um sein Leben fürchten.
Oliver verabschiedet sich vom Team und tritt die Reise zu einem „heiligen Platz“ der Assassinen an, wo er unter anderem auf einen alten Freund namens Maseo trifft. Oliver hat diesen vor fünf Jahren in Hongkong kennen gelernt. Maseo hat sich mittlerweile stark verändert und ist der Liga der Assassinen unter dem Namen Sarab beigetreten. Oliver kämpft gegen Ra‘s al Ghul, ist diesem aber haushoch unterlegen. Ra’s bohrt sein Schwert in Olivers Körper und stößt diesen anschließend von einer Klippe.
Mehrere Wochen vergehen und das Team macht sich große Sorgen um Oliver, der nicht von seinem Duell zurückgekehrt ist. Auch Malcolm möchte wissen, wie das Duell ausgegangen ist und reist nach Nanda Parbat und findet das blutige Schwert mit dem Oliver durchbohrt wurde, um es Team Arrow zu bringen. Eine Blutanalyse bestätigt die Befürchtung, dass es sich dabei um Olivers Blut handelt. Währenddessen wird die Stadt von einer neuen Gang heimgesucht, dessen Anführer ein Mann namens Brick ist. Ohne Oliver gelingt es John, Felicity und Roy eher schlecht als Recht die Stadt zu beschützen. Als Laurel von Olivers vermeintlichem Tod erfährt, zieht sie ein schwarzes Kostüm an, welches von ihrer Schwester inspiriert wurde und beginnt als Black Canary ebenfalls mit der Verbrecherjagd. Obwohl Laurel noch sehr unerfahren ist, hilft sie Team Arrow beim Kampf gegen Bricks Gang. Gleichzeitig arbeitet Ray an einem Kampfanzug namens A.T.O.M., welcher ebenfalls für die Verbrecherjagd verwendet werden soll. Mit Hilfe von Felicity gelingt es Ray, den Anzug fertigzustellen.
Unterdessen wird Olivers Körper von Maseo geborgen. Er hat den Kampf mit Ra’s knapp überlebt, ist aber sehr schwer verletzt. Maseo stand in Olivers Schuld und bringt diesen daher zu seiner Ex-Frau Tatsu, welche Oliver ebenfalls in Hongkong kennen gelernt hat. Sie beginnt damit, Oliver gesund zu pflegen. Während Olivers Abwesenheit gelingt es Brick, immer größere Teile der Stadt bzw. die Glades einzunehmen, bis selbst die Polizei sich von dort zurückzieht. Wie sich herausstellt, ist Brick der wahre Mörder von Merlyns Frau. Malcolm hatte vor Jahren den falschen Mann ermordet; nun will er Brick ermorden, um die Sache zu beenden. Es kommt zu einem Straßenkampf zwischen Team Arrow, Ted, Laurel und einigen Zivilisten gegen Bricks Gang. Während dieser Schlacht erkennt Saras Freundin Sin, dass es sich bei Black Canary nicht um Sara handelt und berichtet dies auch Laurels Vater.
Als Bricks Gang zu gewinnen droht, taucht plötzlich Oliver als Arrow auf und obwohl er immer noch verletzt ist, verursacht sein Auftritt genug Angst in Bricks Gang, dass diese endgültig zerschlagen werden kann. Und er verhindert, dass Malcom Brick ermorden kann. Diggle, Felicity, Roy und Laurel sind überglücklich, dass Oliver noch lebt, sind aber fassungslos als er ihnen seinen Plan offenbart, mit Malcolm gegen die Liga der Assassinen vorgehen zu wollen. Oliver beschließt Thea endgültig die Wahrheit zu erzählen und weiht sie in sein Geheimnis ein. Gemeinsam reisen sie nach Lian Yu, um zu trainieren und Zeit miteinander zu verbringen. Doch während des Aufenthalts werden sie von Slade angegriffen, der aus seiner Zelle entkommen ist und Rache geschworen hat. Gemeinsam schaffen es die beiden Slade wieder einzufangen, doch dieser schwört, dass dies nicht das letzte Treffen gewesen sei. Während des Aufenthalts von Lian Yu erkennt Thea, dass Oliver immer noch ein Geheimnis hat und drängt ihn dazu dieses Preis zu geben, bis er ihr die wahren Umstände von Saras Ermordung gesteht.
Daraufhin verrät Thea Malcolms Aufenthalt an die Liga der Assassinen, welcher gefangen genommen und nach Nanda Parbat gebracht wird. Oliver hat allerdings mehrere Gründe, Malcolm zu befreien. Er ist sich sicher, dass Thea es auf lange Zeit nicht verkraften wird, für den Tod ihres Vaters verantwortlich zu sein. Außerdem benötigt er Malcolms Hilfe um für einen weiteren Kampf mit Ra‘s al Ghul zu trainieren. Oliver dringt mit Diggle die Festung der Assassinen in Nanda Parbat ein, wird aber gefangen genommen. Als er erneut Ra‘s gegenüber steht, bittet Oliver darum, dass Diggle verschont wird. Ra‘s, der mittlerweile sehr von Oliver beeindruckt ist, bietet Oliver an, sein Nachfolger zu werden. Als Zeichen seines guten Willens werden er, Diggle und Malcolm freigelassen.
Als Oliver diesen Deal nicht akzeptieren will, beginnt Ra’s systematisch damit Arrows Ruf zu zerstören. Zuerst ermorden seine Schergen in Arrows Kostüm Verbrecher. Anschließend werden unschuldige Zivilisten und Politiker ermordet und schließlich entführt er Captain Lance und teilt ihm Olivers geheime Identität mit. Lance, der mittlerweile von Saras Tod erfahren hat, gibt Oliver die Schuld daran. Er veröffentlicht seine geheime Identität über das Fernsehen und beginnt damit Arrow zu jagen. Oliver sieht nur noch einen Ausweg, sich zu stellen. Doch während der Fahrt zum Gefängnis greift Roy in Arrows Kostüm den Transporter an und stellt sich vor den Augen aller als „wahrer“ Arrow. Ohne Oliver zu informieren, haben John, Roy und Felicity einen Plan ausgearbeitet, um Roys Tod im Gefängnis vorzutäuschen. Oliver ist nun frei, aber um die Illusion aufrechtzuerhalten, kann er nicht mehr in die Rolle von Arrow schlüpfen. Roy kann ebenfalls nicht mehr in der Stadt bleiben und verlässt Starling City.
Währenddessen attackiert und verletzt Ra‘s al Ghul Thea lebensgefährlich und macht Oliver ein neues Angebot, welches dieser nicht ablehnen kann. Theas Leben kann mit Hilfe der Lazarus Grube gerettet werden, wenn Oliver sich dazu bereit erklärt, der nächste Ra‘s al Ghul zu werden. Oliver stimmt zu, Thea wird gerettet und Oliver nimmt Abschied von Familie und Freunden. Besonders Felicity fällt der Abschied schwer, die beiden sind sich im Laufe der Zeit sehr nahegekommen und haben sich ineinander verliebt. Nyssa, die schon seit einiger Zeit nicht mehr mit den Entscheidungen ihres Vaters einverstanden ist, verlässt die Liga der Assassinen und beginnt Laurel zu trainieren.
Einige Wochen vergehen, Oliver wird einer Gehirnwäsche unterzogen und bekommt den Namen Al Sahim. Um Ra’s’ Nachfolger werden zu können, muss er zuerst Nyssa nach Nanda Parbat holen und ermorden. Oliver kehrt nach Starling zurück und es gelingt ihm, trotz aller Bemühungen von Team Arrow und Thea, Nyssa zu entführen. Team Arrow ist entsetzt über Olivers extreme Wandlung. Überzeugt von Olivers Treue und Ergebenheit hält Ras‘ Oliver davon ab Nyssa zu ermorden und bestimmt, dass sie fortan seine Frau sein möge. Weiters verlangt er von Oliver, sich endgültig von seinem alten Leben abzuspalten, in dem er Starling City vernichtet. Zu diesem Zweck soll Oliver eine Bio-Waffe namens Alpha-Omega verwenden. Oliver kennt diese Waffe bereits aus seiner Zeit in Hongkong und erkennt, dass Ra‘s diese Waffe von Maseo bekommen hat.
Malcolm trifft sich mit Team Arrow und erklärt, dass Oliver nur der Liga beigetreten ist, um diese von innen zu zerstören, seine Veränderung ist nur gespielt. Er verkündet Ra‘s’ Plan, die Stadt zu zerstören und gemeinsam brechen sie auf, um mit Oliver einen Gegenschlag auszuführen. Unterstützt werden sie dabei von Tatsu. Die Gruppe gerät allerdings in einen Hinterhalt und wird gefangen genommen, Oliver sperrt seine ehemaligen Freunde persönlich in eine Zelle, dort zerbricht Ra’s eine Phiole mit dem Alpha Omega Virus. Anschließend bricht Oliver mit Ra’s auf, um Starling zu zerstören. Unterdessen erwacht Team Arrow in der Zelle und Malcolm erklärt, dass all dies Teil von Olivers Plan sei. Malcolm selbst hat mit Hilfe von Olivers Blut ein Gegenmittel hergestellt und allen Mitgliedern von Team Arrow, ohne ihr Wissen, verabreicht. Obwohl Team Arrow misstrauisch ist, werden sie von Flash befreit, der ebenfalls in Olivers Pläne eingeweiht wurde. Die Gruppe kehrt nach Starling zurück um die Liga der Assassinen aufzuhalten.
Unterdessen fängt das Flugzeug von Oliver und Ra’s auf dem Weg nach Starling City Feuer. Oliver hat das Triebwerk manipuliert, damit die Liga samt Bio-Waffe abstürzt und somit vernichtet wird. Der Plan schlägt fehl und Ra’s gelingt es, mit einem Fallschirm zu entkommen. Oliver kann das Flugzeug notlanden und trifft ebenfalls in Starling City ein. Obwohl sich Team Arrow von Oliver verraten fühlt, werden die Differenzen beiseitegelegt und ein Gegenangriff gegen die Liga der Assassinen gestartet. Unterstützung bekommen sie dabei von Thea, die mittlerweile Roys altes Kostüm angezogen hat. Gemeinsam schaffen sie es 3 der 4 Virenträger auszuschalten, ohne dass die Waffe aktiviert wird. Der letzte Virenträger kann das Virus freisetzen, doch mit Hilfe von Ray kann der Impfstoff rechtzeitig in der Luft verteilt werden, sodass die Anzahl der Opfer vergleichsweise gering ausfällt. Oliver stellt sich unterdessen erneut Ra‘s al Ghul zum Kampf und kann dieses Duell für sich entscheiden. Vor seinem Tod übergibt Ra’s das Zeichen des Anführers der Liga, einen Ring, an Oliver.
Im Anschluss an diese Ereignisse erkennt Oliver, dass sein ursprünglicher Weg, alles alleine machen zu wollen, falsch war. Ra‘s hat Oliver die Identität von Arrow genommen. Da die Stadt dank Diggle, Laurel und Thea auch ohne ihn sicher ist, beschließt er das Leben des Gesetzlosen aufzugeben und mit Felicity zusammen zu verreisen. Zuvor übergibt er, scheinbar als Teil eines Abkommens, das Zeichen seines Sieges über Ra‘s al Ghul an Malcolm. Dabei spricht Oliver eine Warnung an Malcolm aus, dass er ihm Saras Tod und das, was er Thea angetan habe, niemals vergeben werde. Malcolm reist nach Nanda Parbat und wird der Nachfolger von Ra‘s al Ghul, zum Missfallen von Nyssa. Am Ende fahren Oliver und Felicity mit dem Auto eine Straße entlang und Oliver sagt, dass er erstmals glücklich sei.

#### Vergangenheit
Amanda Waller zwingt Oliver in Hongkong für A.R.G.U.S. zu arbeiten. Er wohnt beim A.R.G.U.S. Agenten Maseo, zusammen mit dessen Frau Tatsu und seinem Sohn Akio. Oliver, der sich mit dieser Situation nicht abfinden kann, versucht konstant zu fliehen, doch Maseo gelingt es stets Oliver aufzuhalten. Da Oliver mittlerweile keinen Wert mehr auf sein eigenes Leben legt, findet Waller ein anderes Druckmittel. Auch Maseo arbeitet nicht freiwillig für A.R.G.U.S., er erzählt Oliver, sollte dieser fliehen, wird sein Sohn Akio sterben. Oliver hat keine andere Wahl als für Amanda zu arbeiten.
Gemeinsam erledigen Oliver und Maseo einige Aufträge für A.R.G.U.S., die vorerst keinen Zusammenhang zu haben scheinen. Dabei muss Oliver wiederholt seine Grenze überwinden. Beispielsweise muss Oliver versteckte Erinnerungen aus seinem Unterbewusstsein abrufen. Weiters ist Oliver erstmals gezwungen Menschen zu foltern, um deren Geheimnisse preis zu geben. Nach einem bestimmten Auftrag gelingt es Oliver unbemerkt einen Laptop zu organisieren und die Daten auf dem USB-Stick der letzten Mission zu analysieren. Er erkennt, dass dessen Besitzer für Fyers gearbeitet hat. Oliver musste diesen Mann im Auftrag von Waller töten und somit wird ihm klar, dass Fyers für Waller gearbeitet hat.
Daraufhin konfrontiert Oliver Amanda mit diesen Anschuldigungen, die daraufhin gesteht, dass Fyers im Namen von A.R.G.U.S. gearbeitet hat. Fyers selbst wusste nicht über sein wahres Ziel Bescheid. Fyers dachte, er sollte ein Flugzeug abschießen um China’s Infrastruktur zu schwächen, doch das wahre Ziel von A.R.G.U.S. bestand darin eine bestimmte Person an Bord zu töten, Chien Na Wei besser bekannt als China White. Amanda hat Oliver die letzten zwei Jahre seines Lebens auf Lian Yu beobachtet. Da sie einerseits beeindruckt von seinen Fähigkeiten ist und Oliver selbst, zusammen mit Slade, damals das Attentat auf das Flugzeug verhindert hat, soll er dabei helfen China White endgültig auszuschalten. Widerwillig stimmt Oliver zu.
Zusammen mit Maseo übernimmt Oliver weitere Aufträge für Amanda Waller. Während der gesamten Zeit kann Tatsu Oliver nicht ausstehen. Sie ist genervt davon einen fremden Mann beherbergen zu müssen und obwohl Maseo ihr versichert, dass diese Situation sich bald ändern wird, ist sie entsprechend unfreundlich zu Oliver. Das Verhältnis der beiden bessert sich erst, als Maseo scheinbar während eines Auftrages verschwindet und Oliver Tatsu bei der Suche hilft. Obwohl die beiden Maseo nicht finden, und dieser von alleine zurückkehrt, werden die beiden Freunde.
A.R.G.U.S. erkennt den wahren Plan von China White, sie will eine Bio-Waffe stehlen und benötigt dafür zwei Komponenten: Die Alpha Komponente und die Omega Komponente. Da Oliver und Maseo China White davon abhalten beide Komponenten zu stehlen, entführt diese Tatsu um sie gegen die Bio-Waffe einzutauschen. Es gelingt Oliver und Maseo Tatsu zu befreien. Anschließend verfolgen Oliver und Maseo China White nach Starling um diese endgültig auszuschalten. Oliver spioniert dabei heimlich seine Familie aus. Dabei tötet er einen Drogen Dealer, der Thea Drogen verkauft hat. Außerdem bricht er bei Queen Consolidated ein um Daten für die Mission zu beschaffen. Dabei entdeckt er eine geheime Botschaft seines Vaters, welche er für Oliver und Thea hinterlassen hat. Oliver kopiert die Botschaft und hilft Maseo anschließend China Whites Pläne zu verhindern. Zurück in Hongkong erklärt Waller, dass Olivers und Maseos Schulden beglichen und beide nun frei seien. Doch bei dem Versuch die Stadt zu verlassen werden die beiden zusammen mit Tatsu und Akio von Soldaten angegriffen.
Sie kommen zu dem Schluss, dass Waller sie verraten hat, also bricht Oliver bei A.R.G.U.S ein. Dort findet er eine verletzte Amanda Waller vor, welche selbst von General Shrieve verraten wurde. Dieser hatte die Ermordung von Oliver und Maseo veranlasst. Außerdem plant er die Alpha-Omega Bio-Waffe in Hongkong freizulassen. Oliver, Maseo und Tatsu stehlen den Impfstoff sowie die Pläne von Shrieve, Hongkong zu infizieren. Sie versuchen zu verhindern, dass die Waffe freigesetzt wird, scheitern allerdings dabei.
Die Waffe wird in Hongkong freigesetzt und Akio dabei infiziert. Oliver entführt Shrieve, um diesen zu zwingen, Akio mit dem Gegenmittel zu heilen. Vor Ort erklärt Shrieve allerdings, dass es kein Heilmittel für den Virus gibt. Der Impfstoff wirkt nur präventiv, sobald ein Mensch infiziert ist, wird dieser sterben. Da Oliver Shrieve entführt hat, wissen seine Männern nun Olivers, Maseos, Tatsus und Akios Aufenthaltsort. Da sie zu viel über Shrieves Angriff auf Hongkong wissen, sollen sie ermordet werden. Oliver gelingt es, die Männer abzuwehren, doch währenddessen stirbt Akio.
Akios Körper wird eingeäschert und Maseo, Tatsu und Oliver bekommen jeweils einen Behälter mit seiner Asche. Hasserfüllt foltert Oliver Shrieve fast zu Tode, bis dieser von Maseo getötet wird. Tatsu ist entsetzt über Olivers Taten, doch Maseo, der seine Familie nicht beschützen konnte, denkt, er selbst sei zu schwach und hätte ebenso handeln sollen. Er verlässt Tatsu, da er jedes Mal an Akio erinnert wird, wenn er sie ansieht. Tatsu und Oliver verabschieden sich am Hafen. Sie wird fortan ein Leben in Einsamkeit führen. Bei der Frage, ob Oliver nun nach Hause zurückkehrt, erklärt Oliver, dass er nach dem, was er Shrieve angetan hat, nicht mehr nach Hause gehen kann. Er will nicht, dass seine Mutter und Schwester sehen, was aus ihm geworden ist. Auch er wird vorerst in Einsamkeit leben.

### Staffel 4

#### Gegenwart
Nach dem Kampf gegen die Liga der Assassinen zieht Oliver mit Felicity nach Ivy Town, um in der Vorstadt ein ruhiges normales Leben zu führen. Der Ruhestand ist allerdings schnell vorbei, als eine Reihe von Anschlägen Starling City in Panik versetzt. Die neue Bedrohung geht von Damien Darhk (Neal McDonough) aus, während das Team rund um Oliver alles daran setzten Damien zu besiegen, wird Sara Lance von John Constantine von den Toten zurückgeholt. In Staffel 4 erfährt Oliver, dass er einen Sohn namens William hat. Oliver kandidiert als Bürgermeister und scheint gute Chancen zu haben. Im späteren Verlauf kandidiert auch Darhks Frau als Bürgermeisterin, damit sie stellvertretend für ihren Mann noch mehr Macht hat. Da Oliver immer noch die besseren Quoten hat, beschließt Darhk Oliver Queen unter Druck zu setzen und zwingt ihn die Kandidatur zu widerrufen. Oliver gibt nach und tut dies. Als die Stadt in Panik zu zerfallen droht, steigt Oliver in aller Öffentlichkeit auf ein Auto und hält eine Rede um die Stadt zu ermutigen. Bei einem Angriff von Team Arrow auf Damien Darhk und seine Leute, ersticht Darhk Laurel Lance/Black Canary, welche später im Krankenhaus verstirbt. Daraufhin schwören sich Arrow und Co Rache an Damien Darhk zu nehmen und ihn zu töten. Beim Showdown zwischen Darhk und seinen Anhängern und Arrow, bekommt Arrow Unterstützung. Und zwar von den Bürgern von Star City. Sie stellen sich stärkend hinter ihren Helden und ziehen mit ihm in die Schlacht. Im Kampf gelingt es Oliver Damien Darhk mit einem Pfeil zu erstechen und die erneute Leidenszeit von Star City hat ein Ende genommen.

#### Vergangenheit
Nachdem der Auftrag in Hongkong abgeschlossen ist, wird Oliver zurück auf die Insel Lian Yu geschickt, dort soll er Baron Reiter aufhalten. Er tötet einen von Reiters Männern und nimmt dessen Platz ein. Später trifft er auf John Constantine, mit welchem er ein Artefakt aus einer Höhle birgt und damit Reiters Vertrauen gewinnt. Dieser erfährt jedoch bald, dass Oliver ein Verräter ist. Doch als die Runen, welche Oliver von Constantine bekommen hat, beginnen zu leuchten, lässt Reiter von der Bestrafung ab.

## Figuren

### Hauptfiguren
Oliver Queen (The Hood/Arrow/Green Arrow/Der Kapuzenmann/Al Sah-him, Erbe des Dämons) ist die Hauptperson der Serie und der Sohn von Moira und Robert Queen; Thea ist seine kleine Halbschwester. Vor Beginn der Serienhandlung lebte er ein unbeschwertes Leben, doch als sein Vater sich für ihn opfert, beginnt er sich zu verändern und Verantwortung zu übernehmen. Nach seinem scheinbar fünfjährigen Aufenthalt auf der Insel Lian Yu ist er ein anderer Mensch geworden. Nachdem er wieder in Starling City ist, nimmt er den Kampf gegen Verbrecher auf, die sich auf Kosten der Stadt bereichert haben. Er hatte sowohl eine Beziehung mit Sara Lance als auch mit deren Schwester Laurel. Auch für Helena Bertinelli entwickelt er Gefühle, entscheidet sich aber gegen sie, als er erkennt, dass für sie nur Rache Bedeutung hat. In den Glades baut er einen Nachtclub auf, der als Tarnung für seine geheime Zentrale dient. In der dritten Staffel entwickelt er Gefühle für Felicity Smoak und kommt mit ihr zusammen. In der vierten Staffel ziehen die beiden zusammen und Oliver macht Felicity einen Heiratsantrag, den sie annimmt. Als Oliver erfährt, dass er einen Sohn hat, verschweigt er dies Felicity, als sie es herausfindet, trennt sich Felicity von ihm, da er immer noch Geheimnisse vor ihr hat. Im Verlauf der vierten Staffel kandidiert Oliver für das Amt des Bürgermeisters, das er am Ende der Staffel auch antritt.
Felicity Smoak (Overwatch) arbeitet in der IT-Abteilung von Queen Consolidated. Als Walter ihr ein Buch gibt – das auffallende Ähnlichkeiten mit der Liste hat, die Oliver von seinem Vater erhielt – und daraufhin verschwindet, vertraut sie es Oliver an, der ihr seinerseits seine geheime Identität enthüllt. Seitdem hilft sie ihm, wobei ihre Computerkenntnisse oft eine wichtige Hilfe sind. Ihr Ziel ist es zunächst, herauszufinden, was mit Walter geschah, da dieser „gut zu ihr war“. Nachdem sie eine Spur für seinen Verbleib gefunden hatte, wird er von Oliver gerettet. Nach der Rettung wird sie von Oliver gebeten, ins Team zu kommen und seitdem arbeitet sie, wie John Diggle, mit Arrow zusammen. In der 3. Staffel entwickeln Oliver und Felicity Gefühle füreinander und kommen zusammen. Anfang der 4. Staffel wohnen sie zusammen außerhalb von Star City, kommen jedoch wieder zurück. Felicity unterstützt Oliver bei seinem Wahlkampf und nimmt auch seinen Heiratsantrag an. Mitte der 4. Staffel wird sie von einem Ghost angeschossen, woraufhin sie vorerst querschnittgelähmt ist, kann jedoch später dank eines von Curtis entwickelten Bio-Implantats wieder laufen. Nachdem sie erfährt, dass Oliver immer noch Geheimnisse vor ihr hat, trennt sie sich von ihm.
Laurel Lance (Black Canary/Black Siren) ist die Exfreundin von Oliver und die Tochter von Quentin und Dinah Lance. Sie arbeitet in einer Anwaltskanzlei, wo sie vor allem Fälle vertritt, die mit ihrem ausgeprägten Gerechtigkeitssinn harmonisieren. Im Verlauf der Serie ging sie eine Beziehung mit Tommy Merlyn ein, obwohl sie noch Gefühle für Oliver hat. Am Anfang der Serie arbeitet sie oft mit dem Green Arrow zusammen. Jedoch erkennt Oliver, dass er Laurel unnötig in Gefahr bringt und bricht diese Zusammenarbeit ab. Ab der zweiten Staffel ist Laurel als Staatsanwältin tätig und führt den Prozess gegen Moira Queen. Später kommt sie ebenfalls hinter Olivers Geheimnis und unterstützt ihn im Kampf gegen seine Feinde. Nach dem Tod ihrer Schwester wird sie als Black Canary tätig sein. Laurel wird von Damien Darhk mit einem Pfeil tödlich verletzt und von Oliver ins Krankenhaus gebracht, wo sie einen Kollaps erleidet und stirbt.
John Diggle (Spartan) ist ein Veteran des Afghanistan-Kriegs. Als Soldat war er kurze Zeit verheiratet, ließ sich aber bald darauf wieder scheiden. Seit er nicht mehr in der Armee dient, arbeitet er als Bodyguard. Ursprünglich wurde er von Moira angestellt, um Oliver zu beschützen. Später wird er von Oliver ins Vertrauen gezogen und arbeitet mit ihm zusammen, wobei er oft als sein Gewissen fungiert. Diggle hegt einen persönlichen Groll gegen den Serienkiller Deadshot, weil dieser vermeintlich seinen Bruder Andy ermordet hat. Am Ende der zweiten Staffel wird offenbart, dass Diggle Vater wird. Seine Tochter wird nach Sara benannt.
Thea Queen (Speedy) ist Olivers anfangs siebzehnjährige Schwester. Sie führt eine Beziehung mit dem anfangs Kleinkriminellen Roy Harper. Thea schaute zu Oliver auf und als er für tot gehalten wurde, stürzte sie in eine tiefe Depression und wandte sich vermehrt Drogen zu. Als sie im Vollrausch einen Autounfall hat, wird sie zu Sozialstunden verurteilt und arbeitet daraufhin mit Laurel in deren Anwaltskanzlei. In der zweiten Staffel führt sie Olivers Nachtclub in den Glades, in dem auch Roy angestellt ist. Sie ist Tommys und Olivers Halbschwester, da sie aus einer früheren Affäre zwischen Moira Queen und Malcolm Merlyn hervorging. Sie geht mit letzterem zusammen fort, kommt aber, nachdem sie von Merlyn ausgebildet wurde, wieder zurück. Später tritt sie dem Team Arrow bei.
Moira Queen ist die Mutter von Thea und Oliver. in den Jahren nach dem Tod ihres Ehemanns Robert heiratete sie Walter Steele. Als Oliver wieder nach Starling City zurückkehrt, ordnet sie an, dass er entführt wird, um zu erfahren, ob Robert Queen ihm Geheimnisse über die schmutzigen Geschäfte einiger Unternehmen anvertraute. Im Verlauf der Serie erfährt man, dass sie nicht so skrupellos ist, wie es zuerst den Anschein hat. Sie ist nicht freiwillig Teil von Malcolms Gruppe und versucht auszusteigen, hat aber Angst um sich und ihre Familie. Sie weiß nicht, dass Malcolm und der Dark Archer dieselbe Person sind, glaubt aber, dass dieser für ihn arbeitet. In der zweiten Staffel kandidiert sie als Bürgermeisterin und wird von Slade Wilson getötet.
Quentin Lance ist ein Detective bei der Polizei in Starling City und hat anfangs eine starke Abneigung gegen die Queen-Familie, besonders gegen Oliver, da er ihn für den Tod seiner Tochter Sara verantwortlich macht. Er hat die Ambition, The Hood zu fangen, den er als Selbstjustizler bezeichnet. Er war mit Dinah Lance verheiratet, doch die Ehe hielt dem Tod der gemeinsamen Tochter nicht stand. Oliver hilft Quentin bei einigen seiner Fälle und obwohl er es nicht zugeben möchte, erkennt Detective Lance langsam, dass „Green Arrow“ wichtig für Starling City ist. Gegen Ende der ersten Staffel hilft er die Erdbebenmaschine zu deaktivieren. Anfang der zweiten Staffel findet er heraus, dass seine Tochter Sara noch lebt und kommt hinter ihre Identität als The Canary. In der dritten Staffel wird er Captain der Polizei.
Tommy Merlyn ist Olivers bester Freund. Zusammen haben sie einen Nachtclub eröffnet. Als er von Olivers geheimen Identität erfährt, ist er verletzt und hat das Gefühl, er kenne ihn nicht. Er führt eine Beziehung mit Laurel. Sein Vater ist Malcolm Merlyn, von dessen Machenschaften er nichts weiß. Während des Erdbebens stirbt er, nachdem er Laurel gerettet hat.
Slade Wilson (Deathstroke) ist ein Agent der australischen Regierung, der zusammen mit seinem Partner nach Lian Yu entsandt wurde, um Yao Fei von der Insel zu retten. Slade wurde von seinem Partner verraten, der sich Fyers anschloss. Slade und Oliver schließen sich zusammen, um ihre Überlebenschancen zu erhöhen. Wilsons bevorzugte Waffen sind Schwerter. Im Lauf der Serie tötet er seinen Ex-Partner. In der zweiten Staffel wird er durch das Mirakuru-Serum zum gefährlichen Killer.
Roy Harper (Arsenal/Red Arrow) wuchs im heruntergekommenen Starling-City-Viertel The Glades auf. Er wurde Theas Freund, nachdem er beim Versuch, Thea gegen eine Gruppe Kleinkrimineller zu verteidigen, verletzt wurde. Zuvor hatte er mehrere Angebote ihrerseits ausgeschlagen, ihm eine Arbeit zu verschaffen, nachdem er ihre Handtasche gestohlen hatte. Er ist ein Traceur und will keine Almosen. Nachdem The Hood Roy das Leben gerettet hat, versucht er dessen Identität aufzudecken, damit dieser ihn unterrichtet. In der zweiten Staffel wird ihm das Mirakuru-Serum gespritzt, wodurch er übermenschliche Stärke erhält. Als er hinter Olivers Identität kommt, wird er Teil des Teams. Nachdem er durch das Serum außer Kontrolle gerät, wird er in ein künstliches Koma versetzt. Später wird an ihm das Mirakuru-Gegenmittel getestet, welches seine Wirkung zeigt.
Malcolm Merlyn (Dark Archer / Al Saher / R’as Al Ghul) ist ein reicher Geschäftsmann und Olivers Gegenspieler. Er ist an einigen schmutzigen Machenschaften beteiligt und hat im Geheimen die Identität des Dark Archers angenommen, welcher einen schwarzen Kapuzenumhang trägt und ebenfalls mit dem Bogen kämpft. Malcolms und Olivers Weg kreuzen sich mehrfach und es wird sehr bald deutlich, dass Malcolm Oliver sowohl im Nahkampf, als auch mit dem Bogen überlegen ist. Malcolms Frau wurde vor vielen Jahren ermordet, als Tommy noch ein kleines Kind war. Von Rache angetrieben will er alles Schlechte aus Starling City vertreiben. Zu diesem Zweck beginnt er Starling City aufzukaufen und lässt eine Erdbebenmaschine entwickeln, welche die Glades zerstören soll und einen Neuaufbau der Stadt nach seinen Vorstellungen ermöglichen soll. Nach der Zerstörung in Starling City wird er für tot gehalten, doch im Verlauf der zweiten Staffel taucht er wieder auf. Des Weiteren stellt sich heraus, dass er der leibliche Vater von Thea ist; er kann diese davon überzeugen, mit ihm wegzugehen.
Mia Queen (Green Arrow) ist die Tochter von Oliver Queen und Felicity Smoak. Sie wächst ohne ihren Vater auf und wird von Nyssa al Ghul trainiert. Sie macht sich als Blackstar einen Namen im Cagefighting. Nachdem sie ihren Bruder William Clayton trifft suchen sie gemeinsam nach ihrer Mutter Felicity, welche sie auch finden. Mia übernimmt die Identität des Green Arrow und bekämpft gemeinsam mit den Canarys das Verbrechen in Star City. Während der Krise werden sie und einige ihrer Verbündeten in der Zeit zurückgeschickt, wo sie Zeit mit ihrem Vater verbringen kann und zusammen mit diesem trainiert. Nach der Krise führt Mia eine Beziehung mit JJ und hat sämtliche Erinnerungen an das alte Multiversum verloren. Dinah Drake und Laurel Lance erzählen ihr, dass ihre Freundin Bianca Bertinelli gekidnappt wurde. Später bekommt sie den Anzug ihres Vaters und nimmt (wieder) dessen Identität als Green Arrow an. Ihr Bruder wird entführt, während die beiden vor Olivers Statue stehen. 3 Wochen später taucht Sara auf und bringt Mia zu Olivers Beerdigung.

### Weitere Figuren
Robert Queen war zusammen mit Oliver auf der Familien-Yacht Queen’s Gambit, als diese Schiffbruch erlitt. Er konnte sich zusammen mit seinem Sohn auf ein Boot retten, gestand ihm seine Verfehlungen und gab ihm die Liste mit den Leuten, die die Stadt ausbeuteten. Daraufhin erschoss er sich, damit Oliver überleben konnte, denn ihre Vorräte waren zu knapp für beide.
Sara Lance starb laut Oliver Queen beim Schiffsunglück. Sie führte hinter dem Rücken ihrer Schwester eine Liebesbeziehung mit Oliver. Nach dem Erdbeben kehrt sie nach Starling City als The Canary zurück, um ihre Familie in Sicherheit zu wissen. Sie wurde durch die Liga der Assassinen zu einer Killerin ausgebildet, hat sich jedoch von ihnen abgewandt, was ihrer Aussage nach mit dem Tode bestraft wird. Daher verlässt sie Starling City wieder, nachdem sie ihren Vater darüber informiert hat, dass sie noch am Leben ist. In der dritten Staffel wird sie von Thea ermordet, die mittels Drogen von Malcolm Merlyn gesteuert wurde. In der vierten Staffel wird sie mithilfe der Lazarus-Grube wiederbelebt. Sie verlässt daraufhin die Stadt und schließt sich den Legends an.
Walter Steele ist ein geschäftsführender Mitarbeiter bei Queen Consolidated und der zweite Ehemann von Moira, was ihn zu Theas und Olivers Stiefvater macht. Als er Wind von einigen krummen Geschäften seiner Frau bekommt, wird er misstrauisch, und kurz darauf wird er von Malcolm Merlyn entführt. Nach mehreren Monaten wird Walter von Oliver befreit und kehrt nach Hause zurück. Doch er hat genug von all den Geheimnissen und verlässt Moira.
McKenna Hall arbeitet bei der Polizei und versucht ebenfalls den Selbstjustizler zu fangen. Sie und Oliver gehen eine Beziehung ein. Als McKenna Hall von Helena Bertinelli schwer verletzt wird, verlässt sie die Stadt, um für die Dauer der Rehabilitierung zu ihrer Schwester zu ziehen und die Beziehung endet.
Deadshot (Floyd Lawton) ist ein Auftragsmörder, der als Gegner Olivers auftritt. Den Namen Deadshot erhielt er in der Serie von Interpol, weil er als Scharfschütze seine Ziele nie verfehlt. Seine Geschosse sind mit dem tödlichen Gift Curare überzogen. Er hat Diggles Bruder getötet. Nach jedem Mord tätowiert er sich den Namen seines Opfers auf die Haut. Nach einer Konfrontation mit Oliver wird er fälschlicherweise für tot gehalten, nachdem ein Pfeil sein Auge getroffen hat. Später kehrt er mit einem mechanischen Auge als Zielhilfe zurück. Er wird für einige Zeit in Russland in einem Gefängnis festgehalten, in dem auch Diggles Ex-Frau gefangen gehalten wird. Als Diggle seine Exfrau befreit, kann auch Lawton entkommen. In der zweiten Staffel wird er von A.R.G.U.S. in einer von Lawton als Selbstmord-Kommando (Suicide Squad) bezeichneten Einheit eingesetzt.
Helena Bertinelli (Huntress) ist eine mit einer Armbrust bewaffnete junge Frau. Ihre Ambition ist es, als Rache für die Ermordung ihres Verlobten durch ihren Vater, dessen Verbrecherimperium zu zerstören. Dafür verbündet sie sich kurzzeitig mit Oliver Queen und hat mit ihm auch eine sexuelle Beziehung. Die Allianz zerbricht, da Oliver nicht mit ihren Methoden einverstanden ist. Sie verlässt kurze Zeit Starling City und kehrt dann wieder zurück, um ihren Vater zu töten. Oliver stoppt sie und sie wird von der Polizei verhaftet.
Yao Fei ist ein Chinese auf der Insel Lian Yu, er bringt Oliver das Überleben bei, schließt sich dann aber Fyers an, da dieser seine Tochter entführt hat und sie als Druckmittel verwendet. Trotzdem hilft er Oliver noch von Zeit zu Zeit, wenn auch nur verdeckt. Er ist ein sehr erfahrener Bogenschütze. Mit dem Ende der ersten Staffel wird er von Fyers ermordet.
Shado ist Yao Feis Tochter. Sie wurde von Fyers entführt und als Druckmittel eingesetzt, bis sie schließlich von Oliver und Slade gerettet wird. Sie bringt Oliver das Schießen mit dem Bogen bei und beginnt eine Beziehung mit Oliver. Nachdem Fyers besiegt war, kämpft sie mit ihren Verbündeten gegen Ivo. Dieser gab Oliver die Wahl zwischen Sara und ihr. Oliver entschied sich für Sara und Ivo tötete Shado. Sie taucht im Verlauf der zweiten Staffel als Geist auf.
Edward Fyers ist Olivers Gegenspieler auf Lian Yu. Er verfügt über große Ressourcen an Soldaten und Kriegsmaterial. Fyers arbeitet für eine bislang unbekannte Frau und soll mit Terroranschlägen die Wirtschaft Chinas schwächen, während Yao Fei die Schuld übernehmen soll. Da Oliver ihn bei seinen Operationen stört, versucht er mehrfach, ihn zu töten. Fyers wird daraufhin von Oliver am Ende der ersten Staffel getötet.
Amanda Waller ist Leiterin des Geheimdienstes A.R.G.U.S. Sie nimmt immer wieder die Dienste von Oliver oder John Diggle in Anspruch, wobei diese nur selten eine Wahl haben. Sie ist außerdem die Chefin von Lyla Diggle. In der vierten Staffel wird sie vom Anführer der Einheit Shadowspire erschossen.
Lyla Diggle ist John Diggles Exfrau und eine Agentin bei A.R.G.U.S. Sie und John kommen im Laufe von Staffel zwei wieder zusammen, bekommen eine Tochter und heiraten in Staffel 3. Die Tochter wird zum Gedenken an die verstorbene Sara Lance Sara genannt. Nach Amanda Wallers Tod wird sie die neue Leiterin von A.R.G.U.S.
Ray Palmer (The Atom) ist ein Erfinder, Wissenschaftler und Geschäftsmann, der Queen Consolidated übernimmt und Nachfolger von Isabel Rochev als CEO bei Queen Consolidated wird. Er geht eine Beziehung mit Felicity Smoak ein.
Ra’s al Ghul (Kopf des Dämonen) ist der Anführer der Liga der Assassinen und der Vater von Nyssa al Ghul. Sein Unterschlupf ist Nanda Parbat, eine verborgene Stadt im Hindukusch. Er ist der Antagonist in der dritten Staffel. In einem Zweikampf besiegt er Oliver, der dennoch überlebt. Dadurch sieht Ra’s eine Prophezeiung erfüllt, aufgrund dieser er Oliver anbietet, sein Nachfolger als Anführer der Liga der Assassinen zu werden. Er wird am Ende der 3. Staffel von Oliver getötet.
Damien Darhk ist der Antagonist der 4. Staffel von Arrow. Er ist ein ehemaliges Mitglied der Liga der Assassinen und stahl einst Wasser aus der Lazarusgrube und verlängerte somit sein Leben. Er ist der Gründer und Anführer der Organisation H.I.V.E. Er besitzt ein Totem, welches ihm magische Kräfte verleiht. Sein Ziel ist es die Welt zu zerstören und neu aufzubauen. Er wird am Ende von Arrow Staffel 4 von Oliver getötet, kehrt jedoch mehrmals in der Serie Legends of Tomorrow zurück.
Prometheus (Adrian Chase) ist der Antagonist der 5. Staffel von Arrow. Sein eigentlicher Name ist Simon Morrison und sein Vater wurde von Arrow ermordet. Nachdem Chase Olivers Identität erfährt bringt er Talia al Ghul dazu ihn zu trainieren. Sein Ziel ist es sich an Oliver zu rächen, nach mehreren Konfrontationen entführt er Olivers Verbündete auf die Insel Lian Yu. Chase Plan, Oliver dazu zu bringen ihn zu töten, damit Bomben auf der Insel seine Freunde töten schlägt fehl, da Oliver sich weigert ihn zu töten. Daraufhin tötet Chase sich selbst.

## Produktion
Entwickelt wurde die Serie von Andrew Kreisberg, Marc Guggenheim und Greg Berlanti. Nachdem sie das Drehbuch dem Sender The CW vorlegten, gab dieser im Januar 2012 eine Pilotfolge in Auftrag. An der Produktion sind die Produktionsfirmen Bonanza Productions Inc., Berlanti Productions und Warner Bros. Television beteiligt. Produziert wird sie größtenteils im kanadischen Vancouver und Victoria. Die Luftaufnahmen der Skyline der fiktiven Großstadt Starling City stammen von Großstädten in der ganzen Welt. So ist die Skyline von Frankfurt mit dem Commerzbank Tower wiederholt zu sehen und der Stadtteil Minato in Tokio mit dem Tokyo Tower im Hintergrund. In weiteren Aufnahmen wird der historische Stadtteil Back Bay in Boston und die Skyline von Singapur gezeigt.
Das Casting begann Anfang Februar 2012 mit der Verpflichtung von Stephen Amell für die titelgebende Hauptrolle. Im weiteren Verlauf des Monats wurden David Ramsey, Susanna Thompson, Colin Donnell, Paul Blackthorne, Katie Cassidy und Willa Holland für die restlichen Hauptrollen gecastet. Nach der Sichtung der Pilotfolge gab The CW im Mai 2012 der Serie grünes Licht und bestellte zunächst 13 Episoden. Nach nur zwei ausgestrahlten Episoden gab der Sender zehn weitere Episoden für die erste Staffel in Auftrag, sodass diese auf 23 Episoden kam.
Eine ähnlich schnelle Entscheidung fällte der Sender im Februar 2013, als er Arrow frühzeitig um eine zweite Staffel verlängerte. Zur zweiten Staffel gab es einige Änderungen an der Besetzung, so verließ Colin Donnell die Serie, während Colton Haynes, Emily Bett Rickards und Manu Bennett zu Hauptdarstellern befördert wurden.

## Besetzung und Synchronisation
Die Synchronisation entsteht nach Dialogbüchern von Dirk Hartung unter der Dialogregie von Hartung und Christian Weygand durch die Synchronfirma FFS Film- & Fernseh-Synchron GmbH in München.

### Hauptbesetzung
| Rollenname | Schauspieler/in                                | Bild                | Hauptrolle           | Nebenrolle | Synchronsprecher/in                        |
| --- | ---------------------------------------------- | ------------------- | -------------------- | --- | ------------------------------------------ |
| Oliver Jonas „Ollie“ Queen / Arrow / Green Arrow / Al Sah-him / Warith al Ghul / Ra’s al Ghul / Dark Arrow (Erde X) / Spectre | Stephen Amell                                  | Stephen Amell       | 1.01–8.10            | | Johannes Raspe                             |
| John „Dig“ Diggle / Spartan / Green Arrow                                                                                     | David Ramsey                                   | David Ramsey        | 1.01–8.10            | | Ole Pfennig                                |
| Thea Dearden „Speedy“ Queen / Red Arrow                                                                                       | Willa Holland                                  | Willa Holland       | 1.01–6.16            | 7.12, 8.03, 8.10 | Farina Brock                               |
| Quentin Larry Lance | Paul Blackthorne                               | Paul Blackthorne    | 1.01–6.23            | 7.12, 8.06, 8.10 | Michael Roll                               |
| Dinah „Laurel“ Lance / Black Canary                                                                                           | Katie Cassidy                                  | Katie Cassidy       | 1.01–4.19            | 5.01, 5.08–5.10, 5.22, 6.18, 7.12, 8.08                                                                                     | Stephanie Kellner                          |
| Laurel Lance / Black Siren / Black Canary (Erde 2)                                                                            | Katie Cassidy                                  | Katie Cassidy       | 6.01–7.22            | 5.09–5.10, 5.22–5.23, 8.01–8.07, 8.09–8.10                                                                                  | Stephanie Kellner                          |
| Moira Dearden Queen | Susanna Thompson                               | Susanna Thompson    | 1.01–2.20            | 2.23, 3.12, 5.08, 5.23, 8.01, 8.10                                                                                          | Daniela Hoffmann                           |
| Thomas „Tommy“ Merlyn / Prometheus-X (Erde-X) / Dark Archer (Erde 2)                                                          | Colin Donnell                                  | Colin Donnell       | 1.01–1.23            | 2.09, 3.02, 3.14, 6.08, 6.21, 7.21, 8.01, 8.10                                                                              | Alexander Brem                             |
| Felicity Megan Smoak / Overwatch                                                                                              | Emily Bett Rickards                            | Emily Bett Rickards | 2.01–7.22            | 1.03–1.04, 1.06, 1.08–1.09, 1.11–1.12, 1.14–1.23, 8.10                                                                      | Andrea Wick                                |
| Slade Wilson / Deathstroke | Manu Bennett                                   | Manu Bennett        | 2.01–2.23            | 1.13–1.20, 1.22–1.23, 3.14, 5.22–6.01, 6.05–6.06, 8.10                                                                      | Tobias Kluckert                            |
| Roy William Harper Jr. / Arsenal                                                                                              | Colton Haynes                                  | Colton Haynes       | 2.01–3.22, 7.01–7.22 | 1.15, 1.17–1.18, 1.20, 1.22–1.23, 4.12, 6.15–6.16, 8.05, 8.07, 8.10                                                         | Patrick Roche                              |
| Malcolm Merlyn / Dark Archer / Al Sa-Her / Ra’s al Ghul                                                                       | John Barrowman                                 | John Barrowman      | 3.01–4.23            | 1.04–1.05, 1.07–1.09, 1.11, 1.13, 1.16, 1.18–1.19, 1.21–1.23, 2.07–2.08, 2.22–2.23, 5.08, 5.17, 5.22–5.23, 6.16, 7.09, 8.01 | Peter Flechtner                            |
| Curtis Holt / Mister Terrific                                                                                                 | Echo Kellum                                    | Echo Kellum         | 5.01–7.13            | 4.02–4.06, 4.09, 4.12, 4.14, 4.17, 4.22–4.23, 7.22, 8.04, 8.10                                                              | Nils Dienemann Benedikt Gutjan             |
| Adrian Chase / Prometheus / Arrow (Erde 2)                                                                                    | Josh Segarra Michael Dorn (Prometheus’ Stimme) | Josh Segarra        | 5.03–5.23            | 6.18, 8.01 | Uwe Thomsen Mike Carl (Prometheus’ Stimme) |
| Rene Ramirez / Wild Dog | Rick Gonzalez                                  |                     | 6.01–8.10            | 5.01–5.16, 5.18–5.21, 5.23                                                                                                  | Paul Sedlmeir                              |
| Dinah Drake / Black Canary | Juliana Harkavy                                | Juliana Harkavy     | 6.01–8.10            | 5.10–5.16, 5.18–5.21, 5.23                                                                                                  | Janina Dietz                               |
| Ricardo Diaz / Richard Dragon                                                                                                 | Kirk Acevedo                                   |                     | 7.01–7.14            | 6.06, 6.09–6.10, 6.12–6.13, 6.15, 6.17–6.23                                                                                 | Markus Pfeiffer                            |
| Emiko Queen / Green Arrow | Sea Shimooka                                   |                     | 7.08–7.22            | 8.10 | Jacqueline Belle                           |
| William Clayton | Jack Moore (jung)                              |                     |                      | 4.08, 4.14–4.15, 5.20, 5.23–6.03, 6.05–6.07, 6.11, 6.13, 6.16, 6.18, 6.20–7.01, 7.04, 7.12–7.13, 8.10                       | Tim Eitner                                 |
| William Clayton | Ben Lewis (erwachsen)                          |                     | 8.01–8.09            | 7.01–7.02, 7.04, 7.06, 7.08, 7.13–7.16, 7.21–7.22                                                                           | Maximilian Belle                           |
| Mia Smoak / Blackstar / Green Arrow                                                                                           | Katherine McNamara                             |                     | 8.01–8.10            | 7.08, 7.12–7.16, 7.18–7.19, 7.21–7.22                                                                                       | Lea Kalbhenn                               |
| Connor Hawke | Joseph David-Jones                             |                     | 8.01–8.09            | 7.12–7.14, 7.16, 7.19, 7.22                                                                                                 | Nick Forsberg                              |
| Mar Novu / Monitor (Erde 90)                                                                                                  | LaMonica Garrett                               |                     | 8.01–8.08            | 7.08–7.09, 7.22 | Ralf David                                 |

1. ↑  Ab Staffel 6.

### Gast- und Nebenbesetzung
| Rollenname                        | Schauspieler/in                                                                             | Nebenrolle | Synchronsprecher/in              |
| --------------------------------- | ------------------------------------------------------------------------------------------- | --- | -------------------------------- |
| Robert Queen                      | Jamey Sheridan                                                                              | 1.01, 1.06, 1.21, 3.14, 5.08, 5.21, 7.10 (Stimme), 7.17                                                                                 | Hans-Georg Panczak               |
| Walter Steele                     | Colin Salmon                                                                                | 1.01–1.09, 1.21–2.01, 2.12–2.13, 2.21                                                                                                   | Oliver Stritzel                  |
| Lucas Hilton                      | Roger Cross                                                                                 | 1.01–2.09 |                                  |
| Joanna De La Vega                 | Annie Ilonzeh                                                                               | 1.01–1.10, 1.23, 2.12 | Kathrin Gaube                    |
| Raisa                             | Kathleen Gati                                                                               | 1.01, 6.01, 6.18, 6.20–6.22 | Monika Kockott Dorothea Anzinger |
| Chien Na Wei / China White        | Kelly Hu                                                                                    | 1.02–1.16, 2.02, 3.09, 3.11, 3.14, 5.14, 7.11, 7.14, 8.02                                                                               | Solveig Duda                     |
| Yao Fei                           | Byron Mann                                                                                  | 1.03–1.22, 5.22, 8.07 | Wei Kang                         |
| Floyd Lawton / Deadshot           | Michael Rowe                                                                                | 1.03, 1.16, 1.20, 2.06, 2.16, 2.23, 3.17, 4.01, 5.03                                                                                    | Olaf Becker                      |
| Carly Diggle                      | Christie Laing                                                                              | 1.03–1.19 | Kalpna Joshi                     |
| Edward Fyers                      | Sebastian Dunn                                                                              | 1.05–1.23, 8.07 | Jakob Riedl                      |
| Kate Spencer                      | Chelah Horsdal                                                                              | 1.05, 2.07, 2.17–2.22 |                                  |
| Helena Bertinelli / Huntress      | Jessica De Gouw                                                                             | 1.07–1.08, 1.17, 2.17 | Shandra Schadt                   |
| Franklin Pike                     | Adrian Holmes                                                                               | 1.13–2.02, 2.18, 2.22, 3.19, 4.16, 5.01, 5.14–5.16, 6.01, 6.11                                                                          | Oliver Mink                      |
| Shado                             | Celina Jade                                                                                 | 1.14–2.23, 4.12, 6.06 | Katharina Schwarzmaier           |
| Mei                               | Celina Jade                                                                                 | 3.16, 3.18 | Katharina Schwarzmaier           |
| Dinah Lance                       | Alex Kingston                                                                               | 1.16–1.18, 2.13–2.14, 3.09, 4.19 | Peggy Sander                     |
| Lyla Michaels / Harbinger         | Audrey Marie Anderson                                                                       | 1.19–2.06, 2.16–4.11, 4.20–5.09, 5.19–5.20, 6.06, 6.17–7.14, 8.02–8.10                                                                  | Ulla Wagener                     |
| Bethany Snow                      | Keri Adams                                                                                  | 2.01–2.22 |                                  |
| Isabel Rochev                     | Summer Glau                                                                                 | 2.01–2.08, 2.18–2.23 | Sonja Spuhl                      |
| Adam Donner                       | Dylan Bruce                                                                                 | 2.01–2.17 | Herbert Schäfer                  |
| Sebastian Blood / Brother Blood   | Kevin Alejandro                                                                             | 2.02–2.22 | Christian Weygand                |
| Ben Turner                        | Michael Jai White                                                                           | 2.02, 2.12, 2.16, 7.01–7.03, 7.06–7.07, 7.15, 7.22                                                                                      | René Oltmanns                    |
| Cindy „Sin“                       | Bex Taylor-Klaus                                                                            | 2.03–2.20, 3.12, 7.12 | Peggy Pollow                     |
| Anatoli Knyazev                   | David Nykl                                                                                  | 2.04, 2.06, 2.15–2.23, 5.01–5.06, 5.12, 5.14–5.18, 5.21, 6.02, 6.09–6.10, 6.12–6.13, 6.15, 6.17, 6.20, 6.22–6.23, 7.05–7.06, 8.05, 8.10 | Gerhard Jilka                    |
| Daily / Brother Daily             | Jesse Hutch                                                                                 | 2.04–2.11 |                                  |
| Dr. Anthony Ivo                   | Dylan Neal                                                                                  | 2.05–2.19 | Matthias Klie                    |
| Amanda Waller / Mockingbird       | Cynthia Addai-Robinson                                                                      | 2.06–4.01, 4.11, 4.23 | Caroline Combrinck               |
| Nyssa al Ghul                     | Katrina Law                                                                                 | 2.13, 2.23, 3.03–3.04, 3.09, 3.15–3.16, 3.18, 3.21–3.23, 4.03, 4.12, 4.19, 5.22–5.23, 6.16, 7.16, 8.10                                  | Tatjana Pokorny                  |
| Samantha Clayton                  | Anna Hopkins                                                                                | 2.20, 4.08, 4.15, 5.23–6.01 | Esra Vural                       |
| Maseo Yamashiro / Sarab           | Karl Yune                                                                                   | 3.01–3.02, 3.04, 3.06–3.11, 3.13–3.23                                                                                                   | Matthias von Stegmann            |
| Tatsu Yamashiro / Katana          | Rila Fukushima                                                                              | 3.01, 3.03, 3.06–3.07, 3.09–3.12, 3.15, 3.18–3.23, 4.12, 8.02                                                                           | Stefanie Dischinger              |
| Ted Grant / Wildcat               | J.R. Ramirez                                                                                | 3.01, 3.03, 3.05–3.06, 3.12 | John Friedmann                   |
| Ra’s al Ghul                      | Matt Nable                                                                                  | 3.04, 3.09, 3.15–3.17, 3.19–3.23 | Andreas Wilde                    |
| Donna Smoak                       | Charlotte Ross                                                                              | 3.05, 3.18, 4.06, 4.09–4.10, 4.13–4.14, 4.17, 4.21–4.23, 6.09                                                                           | Elisabeth Günther                |
| Carrie Cutter / Cupid             | Amy Gumenick                                                                                | 3.06–3.07, 3.17, 4.16, 5.14, 7.11, 7.14                                                                                                 | Marieke Oeffinger                |
| Danny „Brick“ Brickwell           | Vinnie Jones                                                                                | 3.10–3.12, 4.21, 7.01–7.03, 7.06–7.07                                                                                                   | Ekkehardt Belle Gudo Hoegel      |
| Andrew „Andy“ Diggle              | Eugene Byrd                                                                                 | 3.14, 4.07, 4.09–4.11, 4.17–4.18, 4.20                                                                                                  | Simon Pearce                     |
| Damien Darhk                      | Neal McDonough                                                                              | 4.01–4.07, 4.09–4.10, 4.13–4.18, 4.20–4.23, 5.08                                                                                        | Matti Klemm                      |
| Lonnie Machin                     | Alexander Calvert                                                                           | 4.02, 4.10, 4.21–4.22, 5.01 | Max Felder                       |
| Taiana Venediktov                 | Elysia Rotaru                                                                               | 4.02–4.04, 4.06–4.07, 4.09–4.10, 4.12–4.18, 4.20–4.23                                                                                   | Caroline Ebner                   |
| Baron Reiter                      | Jimmy Akingbola                                                                             | 4.02–4.07, 4.09–4.18, 4.20–4.23 | Pascal Fligg                     |
| Conklin                           | Ryan Robbins                                                                                | 4.03–4.07, 4.09–4.10, 4.14–4.15 | Daniel Pietzuch                  |
| Alex Davis                        | Parker Young                                                                                | 4.05–4.07, 4.09, 4.15, 4.19–4.21 | Roman Wolko                      |
| Ruvé Adams                        | Janet Kidder                                                                                | 4.09–4.10, 4.12, 4.14, 4.18–4.19, 4.22                                                                                                  | Jo Kern                          |
| Eleanor „Nora“ Darhk (jung)       | Tuesday Hofmann                                                                             | 4.09–4.10, 4.14, 4.22–4.23 | Aylin Leonhardt                  |
| Paul Holt                         | Chenier Hundal                                                                              | 4.09, 4.14–4.15, 4.17, 5.09, 5.15 | Florian Fischer                  |
| Noah Kuttler / The Calculator     | Tom Amandes                                                                                 | 4.12–4.13, 4.21–4.22, 6.09 | Walter von Hauff                 |
| Dr. Elisa Schwartz                | Venus Terzo                                                                                 | 4.12, 4.18–4.19, 5.15, 6.02, 6.07, 6.11, 6.14–6.15, 6.21–6.23, 7.12, 8.04                                                               | Dana Geissler                    |
| Evelyn Sharp / Artemis            | Madison McLaughlin                                                                          | 4.19, 5.02–5.07, 5.09, 5.17, 5.22–5.23                                                                                                  | Marcia von Rebay                 |
| Tobias Church                     | Chad L. Coleman                                                                             | 5.01–5.02, 5.04–5.05 | Christian Jungwirth              |
| Billy Malone                      | Tyler Ritter                                                                                | 5.01–5.03, 5.05–5.06, 5.09 | Sebastian Winkler                |
| Rory Regan / Ragman               | Joe Dinicol                                                                                 | 5.02–5.12, 7.12, 8.10 | Tim Schwarzmaier                 |
| J. G. Walker                      | Garry Chalk                                                                                 | 5.02, 5.10, 5.12 | Thomas Rauscher                  |
| Susan Williams                    | Carly Pope                                                                                  | 5.03, 5.05–5.07, 5.09, 5.12, 5.14–5.16, 5.18                                                                                            | Natascha Geisler                 |
| Derek Sampson                     | Cody Runnels                                                                                | 5.03, 5.21, 7.01–7.03, 7.06–7.07 | René Oltmanns                    |
| Christopher Chance / Human Target | Wil Traval                                                                                  | 5.05, 6.21 | Manou Lubowski                   |
| Ishmael Gregor                    | David Meunier                                                                               | 5.06–5.07, 5.10, 5.14–5.17 | Thomas Darchinger                |
| Konstantin Kovar                  | Dolph Lundgren                                                                              | 5.06–5.07, 5.17, 5.21–5.23 | Manfred Lehmann                  |
| Vincent Sobel / Vigilante         | Clayton Chitty (nur als Vigilante in Staffel 5) Johann Urb Mick Wingert (Vigilantes Stimme) | 5.07, 5.11, 5.13, 5.15, 6.05, 6.09–6.12                                                                                                 | Jan Langer                       |
| Talia al Ghul                     | Lexa Doig                                                                                   | 5.10–5.12, 5.16, 5.23, 7.05, 8.03, 8.10                                                                                                 | Christine Stichler               |
| Alena                             | Kacey Rohl                                                                                  | 5.11, 5.15–5.16, 5.18–5.19, 6.04, 6.12–6.13, 7.17, 7.19, 7.21–7.22                                                                      | Ilena Gwisdalla                  |
| Zoe Ramirez                       | Eliza Faria (jung)                                                                          | 5.13, 5.19, 5.21, 6.09–6.10, 6.15–6.16, 6.20–6.22, 7.01, 7.04, 7.10, 7.12–7.13, 8.04                                                    | Lioba Widmoser                   |
| Zoe Ramirez                       | Andrea Sixtos (erwachsen)                                                                   | 7.04, 7.06, 7.08, 7.10, 7.13–7.14, 7.16, 7.18, 7.22–8.03, 8.09                                                                          |                                  |
| Samandra Watson                   | Sydelle Noel                                                                                | 6.02–6.03, 6.05, 6.07, 6.22–6.23, 7.02–7.03                                                                                             | Angela Wiederhut                 |
| Cayden James                      | Michael Emerson                                                                             | 6.04, 6.07, 6.09–6.13 | Udo Schenk                       |
| Boots                             | Tobias Jelinek                                                                              | 6.04, 6.09–6.11 | René Oltmanns                    |
| Nick Anastas                      | Evan Roderick                                                                               | 6.05, 6.10–6.11, 6.15–6.17, 6.22 | Benjamin Krause                  |
| Joe Wilson                        | Liam Hall                                                                                   | 6.05–6.06, 7.09, 7.11, 7.14 |                                  |
| Captain Kimberly Hill             | Tina Huang                                                                                  | 6.12–6.17 | Friederike Sipp                  |
| Stanley                           | Brendan Fletcher                                                                            | 7.01–7.03, 7.05–7.07, 7.13 |                                  |
| John Diggle Jr.                   | Charlie Barnett                                                                             | 8.01–8.03, 8.09 |                                  |

1. ↑  Ab Staffel 6.
2. ↑  Ab Staffel 7.

### Gaststars aus dem Arrowverse und DCEU
| Rollenname                                      | Schauspieler/in          | Nebenrolle                                                                             | Synchronsprecher/in            |
| ----------------------------------------------- | ------------------------ | -------------------------------------------------------------------------------------- | ------------------------------ |
| Sara Lance / The Canary / Ta-er al-Sahfer       | Jacqueline MacInnes Wood | 1.01                                                                                   | Jacqueline Belle               |
| Sara Lance / The Canary / Ta-er al-Sahfer       | Caity Lotz               | 2.01, 2.03–3.02, 3.13, 4.03–4.06, 5.08, 6.08, 6.23, 7.12, 7.18, 8.08, 8.10             | Tanya Kahana Lydia Morgenstern |
| Barry Allen / The Flash                         | Grant Gustin             | 2.08–2.09, 3.01, 3.08, 3.23–4.01, 4.08, 4.10, 4.19, 5.08, 6.08, 7.09, 7.12, 8.08, 8.10 | Julius Jellinek                |
| Oliver Queen / Green Arrow                      | Grant Gustin             | 7.09                                                                                   | Julius Jellinek                |
| Cisco Ramon / Vibe                              | Carlos Valdes            | 2.19, 3.08, 3.19, 4.08, 5.08, 7.09                                                     | Karim El Kammouchi             |
| Dr. Caitlin Snow / Killer Frost                 | Danielle Panabaker       | 2.19, 3.08, 4.08, 6.08, 7.09                                                           | Gabrielle Pietermann           |
| Ray Palmer / The Atom                           | Brandon Routh            | 3.01–3.03, 3.05, 3.07, 3.09–3.12, 3.15–3.20, 3.22–3.23, 4.05–4.07, 5.08, 8.08          | Patrick Schröder               |
| Jake Simmons / Deathbolt                        | Doug Jones               | 3.19                                                                                   | Claus-Peter Damitz             |
| John Constantine                                | Matt Ryan                | 4.05                                                                                   | Stefan Günther                 |
| Kendra Saunders / Hawkgirl                      | Ciara Renée              | 4.08                                                                                   | Julia Kaufmann                 |
| Carter Hall / Hawkman                           | Falk Hentschel           | 4.08                                                                                   | Markus Pfeiffer                |
| Vandal Savage                                   | Casper Crump             | 4.08                                                                                   | Thomas Nero Wolff              |
| Vixen                                           | Megalyn Echikunwoke      | 4.15                                                                                   | Maren Rainer                   |
| Brie Larven                                     | Emily Kinney             | 4.17                                                                                   | Katharina Iacobescu            |
| Kara Zor-El / Kara Danvers / Supergirl          | Melissa Benoist          | 5.08, 6.08, 7.09, 8.08, 8.10                                                           | Merete Brettschneider          |
| Overgirl (Erde-X)                               | Melissa Benoist          | 6.08                                                                                   | Merete Brettschneider          |
| Nate Heywood / Citizen Steel                    | Nick Zano                | 5.08                                                                                   | Arne Stephan                   |
| David Singh                                     | Patrick Sabongui         | 5.11, 5.12, 7.13                                                                       | Gerrit Hamann                  |
| Prof. Martin Stein / Firestorm                  | Victor Garber            | 6.08                                                                                   | Reinhard Kuhnert               |
| Harrison Wells (Erde 2)                         | Tom Cavanagh             | 6.08                                                                                   | Uwe Büschken                   |
| Eobard Thawne / Reverse-Flash                   | Tom Cavanagh             | 6.08, 7.09                                                                             | Uwe Büschken                   |
| Nash Wells                                      | Tom Cavanagh             | 8.07                                                                                   | Uwe Büschken                   |
| Alex Danvers                                    | Chyler Leigh             | 6.08                                                                                   | Marie Bierstedt                |
| Mick Rory / Heat Wave                           | Dominic Purcell          | 6.08                                                                                   | Viktor Neumann                 |
| Iris West                                       | Candice Patton           | 6.08                                                                                   | Yvonne Greitzke                |
| Jefferson Jackson / Firestorm                   | Franz Drameh             | 6.08                                                                                   | Tobias Schmidt                 |
| Barry Allen / The Flash (Erde 90)               | John Wesley Shipp        | 7.08–7.09                                                                              | Pierre Peters-Arnolds          |
| Kal-El / Clark Kent / Superman                  | Tyler Hoechlin           | 7.09, 8.08                                                                             | Tim Knauer                     |
| Kate Kane / Batwoman                            | Ruby Rose                | 7.09, 8.08                                                                             | Julia Vieregge                 |
| Dr. John Deegan                                 | Jeremy Davies            | 7.09                                                                                   | Matthias Deutelmoser           |
| Roger Hayden / Psycho-Pirate                    | Bob Frazer               | 7.09                                                                                   | Gerrit Schmidt-Foß             |
| Hank Henshaw / J’onn J’onzz / Martian Manhunter | David Harewood           | 8.08                                                                                   |                                |
| Jim Corrigan                                    | Stephen Lobo             | 8.08                                                                                   |                                |
| Dr. Ryan Choi                                   | Osric Chau               | 8.08                                                                                   |                                |
| Lois Lane                                       | Bitsie Tulloch           | 8.08                                                                                   |                                |
| Barry Allen / The Flash                         | Ezra Miller              | 8.08                                                                                   |                                |

1. ↑  Ab Staffel 6.
2. 1 2 3 4 5  ehemals Erde 38, jetzt (nach Crisis on Infinite Earths) Earth Prime

## Ausstrahlung
| Staffel | Episodenanzahl | Erstausstrahlung USA | Erstausstrahlung USA | Deutschsprachige Erstveröffentlichung | Deutschsprachige Erstveröffentlichung |
| Staffel | Episodenanzahl | Premiere             | Finale               | Premiere                              | Finale                                |
| ------- | -------------- | -------------------- | -------------------- | ------------------------------------- | ------------------------------------- |
| 1       | 23             | 10. Oktober 2012     | 15. Mai 2013         | 16. September 2013                    | 17. Februar 2014                      |
| 2       | 23             | 9. Oktober 2013      | 14. Mai 2014         | 17. April 2014                        | 18. September 2014                    |
| 3       | 23             | 8. Oktober 2014      | 13. Mai 2015         | 5. März 2015                          | 9. Juli 2015                          |
| 4       | 23             | 7. Oktober 2015      | 25. Mai 2016         | 3. März 2016                          | 11. Juli 2016                         |
| 5       | 23             | 5. Oktober 2016      | 24. Mai 2017         | 11. April 2017                        | 22. August 2017                       |
| 6       | 23             | 12. Oktober 2017     | 17. Mai 2018         | 7. August 2018                        | 8. Januar 2019                        |
| 7       | 22             | 15. Oktober 2018     | 13. Mai 2019         | 1. August 2020                        | 1. August 2020                        |
| 8       | 10             | 15. Oktober 2019     | 28. Januar 2020      | 1. August 2021                        | 1. August 2021                        |

Vereinigte Staaten
In den Vereinigten Staaten strahlte The CW die erste Staffel der Serie ab dem 10. Oktober 2012 mittwochs vor Supernatural aus. Die Pilotfolge wurde von über 4,1 Millionen Zuschauern gesehen mit einem Zielgruppen-Rating von 1,4. Das erste Staffelfinale wurde am 15. Mai 2013 gezeigt. Die Ausstrahlung der zweiten Staffel fand vom 9. Oktober 2013 bis zum 14. Mai 2014 statt. Die dritte Staffel wurde vom 8. Oktober 2014 bis zum 13. Mai 2015 ausgestrahlt. Im Oktober 2015 begann in den USA die Ausstrahlung der vierten Staffel, die im Mai 2016 beendet wurde. Im März 2016 wurde dort eine fünfte Staffel bestellt. Diese wurde vom 5. Oktober 2016 bis zum 23. Mai 2017 ausgestrahlt. Die Ausstrahlung der sechsten Staffel hat in den Vereinigten Staaten vom 12. Oktober 2017 bis zum 17. Mai 2018 stattgefunden. Im April 2018 wurde eine siebte Staffel der Serie bestellt. Diese wird in den Vereinigten Staaten seit dem 15. Oktober 2018 erstausgestrahlt. Im März 2019 wurde bekanntgegeben, dass die Serie nach einer zehnteiligen achten Staffel enden wird.
Deutschland
In Deutschland sicherte sich der Privatsender VOX die Ausstrahlungsrechte. Die erste Staffel wurde ab dem 16. September 2013 auf dem Sender ausgestrahlt. Der Bezahlsender RTL Crime strahlte die zweite Staffel als Deutschlandpremiere aus. Die dritte folgt seit dem 5. März 2015
VOX zeigte die 2. Staffel vom 8. September 2014 bis 5. Januar 2015 immer montags um 20:15 Uhr als Free-TV-Premiere; zuerst in Doppelfolgen, später jeweils eine Folge. Die deutschsprachige Erstausstrahlung der ersten 18 und der letzten beiden Episoden der dritten Staffel sendete der deutsche Pay-TV-Sender RTL Crime vom 5. März bis zum 25. Juni und am 9. Juli 2015. Die fehlenden Episoden wurden am 29. Juni und 6. Juli 2015 bei VOX erstausgestrahlt. Staffel vier ist seit dem 3. März 2016 beim Pay-TV-Sender RTL Crime und seit dem 16. Juni 2016 bei VOX zu sehen. Die fünfte Staffel wird seit dem 11. April 2017 bei RTL Crime ausgestrahlt.
Die siebte Staffel ist seit dem 1. August 2020 auf Netflix zu sehen, während die achte Staffel seit dem 1. August 2021 ebenfalls dort verfügbar ist.
International
International wird die Serie in Kanada bei MuchMusic und in Großbritannien bei Sky1 ausgestrahlt. Des Weiteren wurde die Serie nach Australien, Mexiko und Kolumbien verkauft.

## Trivia
In Die Rächerin (S01E17) hat der US-amerikanische Electro-House-DJ Steve Aoki einen Cameoauftritt. Für die Eröffnungsfeier zu Oliver Queens Club Verdant wird Steve Aoki als DJ engagiert.

## Spin-offs

### The Flash
Im Juli 2013 wurden Greg Berlanti und Andrew Kreisberg damit beauftragt, eine Serie um den Superhelden The Flash, den schnellsten Mann der Welt, zu entwickeln. Ursprünglich sollte die Figur Barry Allen im Laufe der zweiten Staffel als wiederkehrender Gastdarsteller eingeführt werden und im späteren Verlauf der Staffel in einem geplanten Backdoor-Pilot auftreten. Diese Pläne wurden später verworfen, um eine normale Pilotfolge zu produzieren. Die Rolle des Barry Allen spielt Grant Gustin. Die offizielle Serienbestellung erfolgte am 8. Mai 2014.
Die Serienpremiere erfolgte am 7. Oktober 2014 und wurde von 4,84 Millionen Zuschauern verfolgt.

### Legends of Tomorrow
Anfang Mai 2015 bestellte der Sender ein weiteres Spin-off mit dem Titel DC’s Legends of Tomorrow, in dem Nebenfiguren der Serien Arrow und The Flash im Mittelpunkt stehen. Die Hauptrollen spielen Wentworth Miller als Leonard Snart (Captain Cold), Brandon Routh als Ray Palmer (The Atom), Dominic Purcell als Mick Rory (Heat Wave), Victor Garber als Dr. Martin Stein (Firestorm), Ciara Renée als Kendra Saunders (Hawkgirl), Falk Hentschel als Carter Hall (Hawkman) und Franz Drameh als Jefferson Jackson. Des Weiteren verkörpert Caity Lotz als White Canary eine Hauptrolle. Es gibt sowohl Crossover-Episoden mit Arrow als auch mit The Flash.